# Bönnigheim

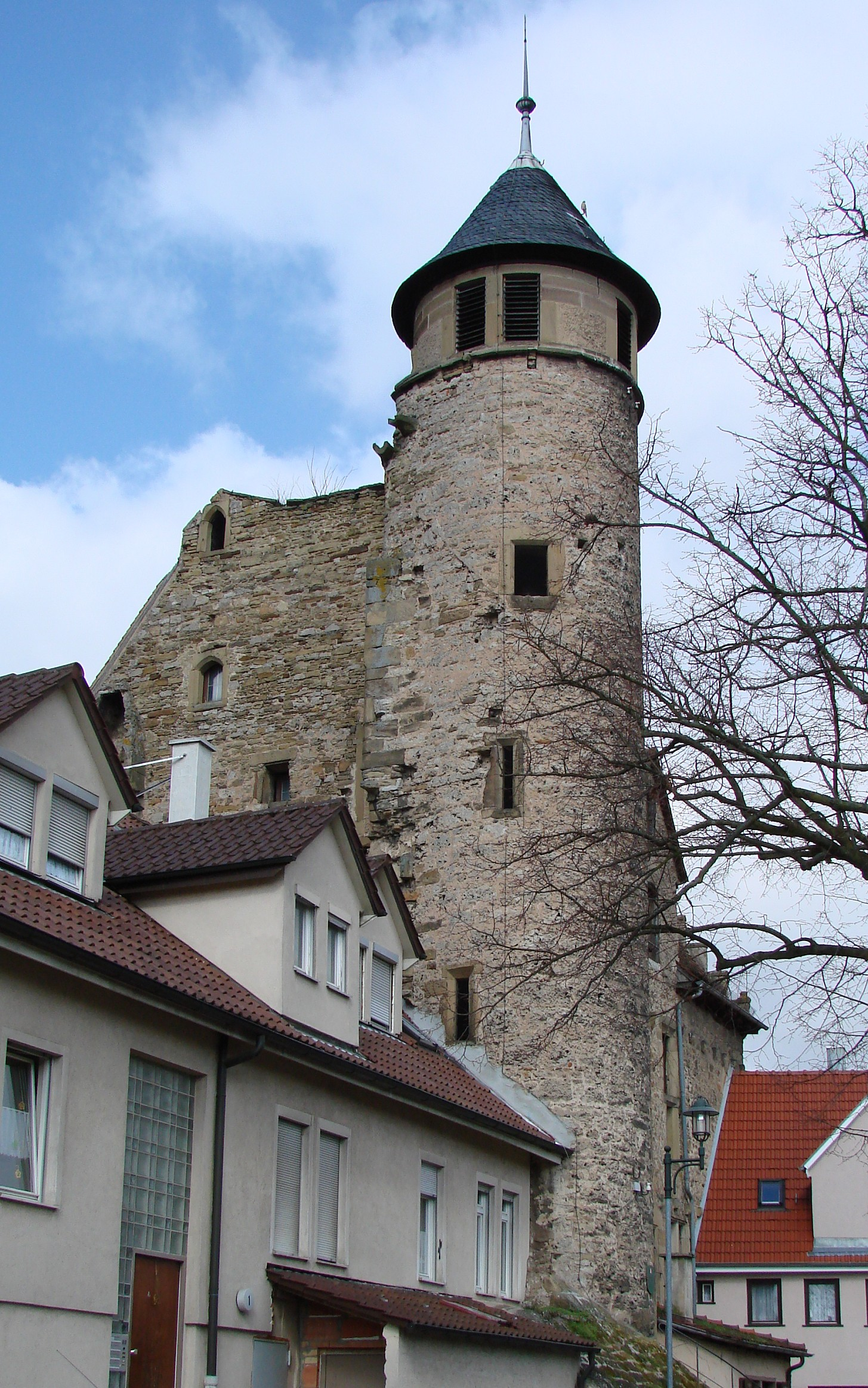
Ruine der Ganerbenburg

Logo der Stadt, das die Vierteilung durch die Ganerben aufgreift

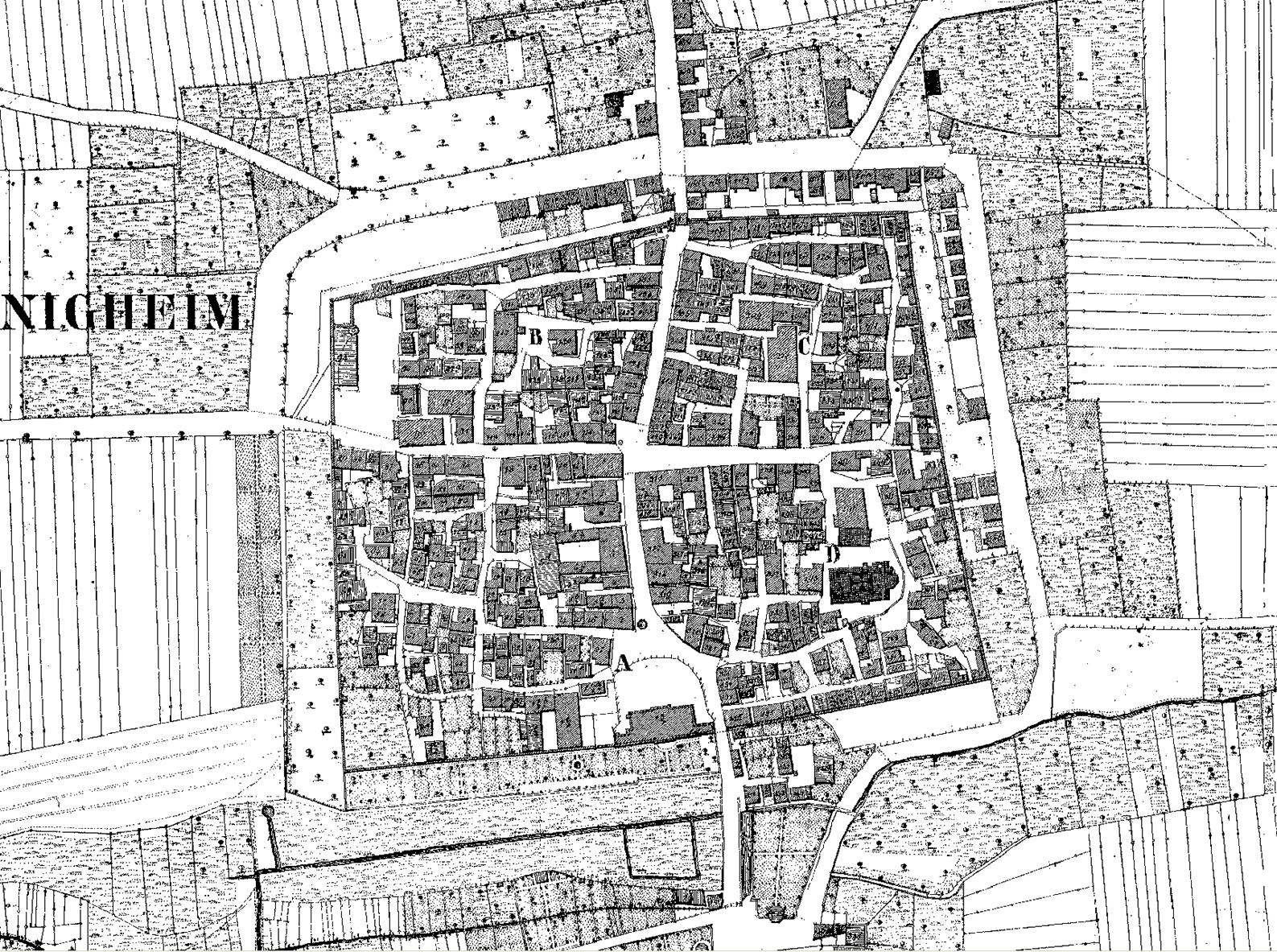
Stadtplan von 1832 mit den Ganerben-Vierteln A–D

Bönnigheim ist eine Stadt im Norden des Landkreises Ludwigsburg in Baden-Württemberg. Sie gehört zur Region Stuttgart (bis 1992 Region Mittlerer Neckar) und zur europäischen Metropolregion Stuttgart.

## Geografie

### Geografische Lage
Bönnigheim liegt vor dem Nordostrand des Strombergs im Unterraum Zabergäu des Nachbarnaturraumes Neckarbecken in einer kleinen Talmulde des Mühlbachs. Letzterer mündet in der östlichen Nachbargemeinde Kirchheim a. N. von links in den Neckar.
Die nächstgelegenen größeren Städte sind Ludwigsburg etwa 16 km im Süden und Heilbronn etwa 14 km im Nordosten, jeweils in Luftlinie gemessen.
Der größte Teil der Gemeindefläche ist überwiegend landwirtschaftlich genutzte Flurlandschaft. Es gibt aber auch einen bedeutenden Anteil Siedlungsfläche. Ein Ausläufer der Markungsfläche im Westen erstreckt sich bis auf die ersten, ganz bewaldeten Höhen des Strombergs.

### Gemeindegliederung
Zu Bönnigheim gehören die ehemals selbstständigen Gemeinden Hofen und Hohenstein.
Zur Stadt Bönnigheim in den Grenzen von 31. Dezember 1971 gehörten die Stadt Bönnigheim und das Haus Burgermühle sowie die abgegangene Ortschaft Birlingen.
Zur ehemaligen Gemeinde Hofen gehörte das Dorf Hofen.
Zur ehemaligen Gemeinde Hohenstein gehörte das Dorf Hohenstein.

### Flächenaufteilung
Nach Daten des Statistischen Landesamtes, Stand 2014.

### Schutzgebiete
Die Stadt Bönnigheim hat Anteil an vier Landschaftsschutzgebieten: Das Landschaftsschutzgebiet Hohensteiner Täle, Schellenmüller, Dämmerbrunnen im Norden des Stadtgebiets, das Landschaftsschutzgebiet Alter Neckarbogen bei Kirchheim am Neckar, Hofen und Hohenstein mit angrenzenden Gebieten im Osten um den Stadtteil Hohenstein, das Landschaftsschutzgebiet Baumbachtal zwischen Erligheim und Walheim, Steinbachtal zwischen Löchgau und Besigheim mit Umgebung, insbesondere Niedernberg, Schalkstein und Hart im Süden des Stadtgebiets und das Landschaftsschutzgebiet Ausläufer des Stromberges um Bönnigheim, Erligheim, Freudental, Löchgau und Kleinsachsenheim im Osten.
Der Osten des Stadtgebiets liegt zudem im FFH-Gebiet Stromberg und im gleichnamigen Vogelschutzgebiet.

## Geschichte

### Entwicklung der Stadt
Die erste urkundliche Nennung Bönnigheims findet sich im Lorscher Codex. In einer auf den 16. Februar 793 datierten Urkunde vermachte die Nonne Hiltburg die Gemeinden Bönnigheim, Erligheim und Alt-Cleebronn dem Kloster Lorsch. Durch diese Schenkung kam Bönnigheim später mit dem Kloster an das Hochstift Mainz.
Von 1235 bis 1252 hatten die Pfalzgrafen von Tübingen Zugriff auf Höfe in Bönnigheim, die um 1235 einen Hof an das Kloster Bebenhausen übertrugen. 1284 verkauften Abt Volland und der Konvent von Kloster Hirsau „um ihrer Schulden willen“ ihren Besitz in Bönnigheim und Botenheim ans Kloster Bebenhausen.
1276 nannte sich der Sohn des edelfreien Albert junior von Roßwag „Werner von Bönnigheim“, als er auf Burg Magenheim dem Kloster Herrenalb alle seine Äcker und Wiesen in Aurich verkaufte. Er könnte Vasall der Grafen von Grüningen gewesen sein, die sich nach der Schlacht bei Frankfurt im schwäbischen Unterland Zugriff auf Reichs- und staufische Hausgüter verschafft hatten, bis König Rudolf von Habsburg dem Grafen Hartmann III. von Grüningen den unrechtmäßigen Zugewinn 1280 wieder abnahm und diese Güter vorerst seinem Reichslandvogt Albrecht II. von Hohenberg überantwortete. So trat der Hohenberger Graf am 3. Februar 1286 als advocatus et dominus civitatis Bunnenkain bzw. Vogt und Herr des 1284 von König Rudolf zur Stadt erhobenen Bönnigheims auf. 1291 übergab der König die junge Stadt seinem Sohn Albrecht von Löwenstein-Schenkenberg.

### Ganerbentum

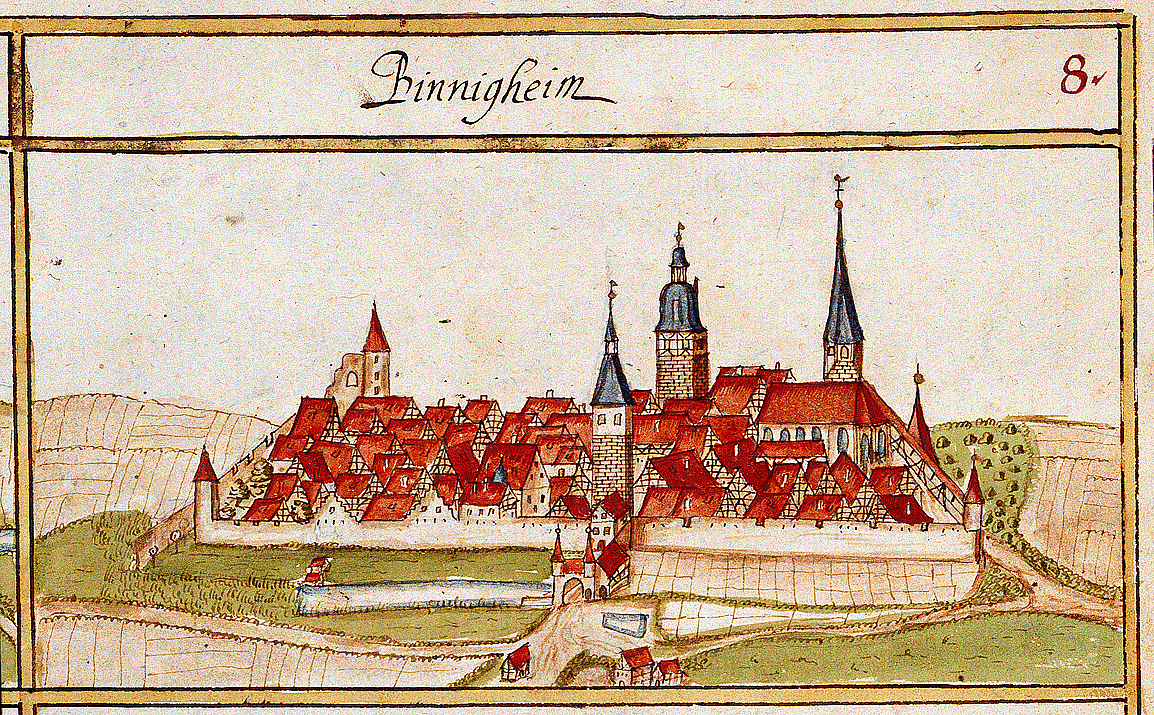
Bönnigheim 1684 im württembergischen Forstlagerbuch

Durch Erbschaft, Heirat und Kauf kam es bald darauf zu einer Zersplitterung der Besitzrechte an Stadt und Burg, aus dem das Ganerbentum hervorging, das bis 1750 Bestand hatte. Während dieser Zeit wurde der Besitz der immer noch unter Mainzer Oberlehensherrschaft stehenden Stadt auf vier Adelsgeschlechter (Herren von Sachsenheim, Herren von Liebenstein, Herren von Gemmingen und Herren von Neipperg) aufgeteilt. Jedem Ganerben stand ein entlang der Mittelachsen des quadratischen Stadtgrundrisses abgegrenztes Viertel zu. Diese Ganerbenverhältnisse galten auch im benachbarten Erligheim.
Es ist nicht möglich, eine Stadt in vier Sektoren zu gliedern, ohne dass es zu Einschnitten im gesellschaftlichen Leben kommt. Auch sind Streitereien unter den Erben bei einer solchen Situation kaum etwas Besonderes. Aus diesem Grund wurde 1388 der Burgfrieden geschlossen, mit dem Bönnigheim seine erste Stadtordnung bekam. Im Burgfrieden legten die Ganerben fest, aus ihren Reihen alle zwei, später alle drei Jahre einen „Baumeister“ zu wählen, der für die Verwaltung der Stadt verantwortlich war. Der jeweilige „Baumeister“ bezog seinen Wohnsitz in der Burg. Weiterhin geregelt waren darin die Wahlen von Stadtrat und Bürgermeister sowie die Bestellung eines Amtmannes.
Im Bauernkrieg wurde die Burg niedergebrannt, 1546 wieder aufgebaut, 1697 jedoch teilweise wieder eingerissen. In diesem Zustand ist sie heute noch erhalten.
Seit dem 1. Oktober 2023 führt Bönnigheim die offizielle Zusatzbezeichnung „Ganerbenstadt“.

### Neuzeit
1750 kaufte Graf Friedrich von Stadion die gesamte Stadt und beendete damit das Ganerbentum. 1756 ließ er das prachtvolle Schloss bauen. 1785 wurde die Stadt an Herzog Carl Eugen von Württemberg verkauft. In Württemberg bildete die Stadt zunächst ein eigenes Oberamt. Erst bei der Umsetzung der neuen Verwaltungsgliederung im 1806 gegründeten Königreich Württemberg erfolgte 1807 die Zuordnung zum Oberamt Besigheim. 1938, während der NS-Zeit in Württemberg, kam Bönnigheim zum Landkreis Ludwigsburg.
Im Zweiten Weltkrieg zerstörten beim Einmarsch französischer Soldaten am 7. April 1945 sowohl die Wehrmacht als auch die Franzosen Teile des Stadtzentrums, wodurch viele Zivilopfer zu beklagen waren. Beim Wiederaufbau fanden die historischen Vorbilder nur wenig Berücksichtigung.
Da Bönnigheim nach dem Zweiten Weltkrieg Teil der Amerikanischen Besatzungszone geworden war, gehörte die Stadt ab 1945 zum neu gegründeten Land Württemberg-Baden, das 1952 im jetzigen Bundesland Baden-Württemberg aufging.

### Einwohnerentwicklung
Die Zahlen sind Volkszählungsergebnisse (¹) oder amtliche Fortschreibungen des Statistischen Landesamtes Baden-Württemberg (nur Hauptwohnsitze).
Die Zahlen der ersten Tabelle entsprechen der tatsächlichen Einwohnerzahl von Bönnigheim nach dem alten Gebietsstand ohne die Eingemeindungen der 1970er Jahre:
| Jahr | Einwohner |
| ---- | --------- |
| 1852 | 2.336     |
| 1871 | 2.447     |
| 1880 | 2.593     |
| 1890 | 2.815     |
| 1900 | 2.703     |
| 1910 | 2.571     |

| Jahr | Einwohner |
| ---- | --------- |
| 1925 | 2.598     |
| 1933 | 2.863     |
| 1939 | 3.021     |
| 1950 | 3.961     |
| 1956 | 4.033     |
| 1961 | 4.348     |
| 1970 | 4.904     |

Nachfolgend die Einwohnerzahlen nach dem heutigen Gebietsstand, die rückgerechnet für die Zeit vor 1970 deutlich höher erscheinen als nur in der Kernstadt:
| Jahr                 | Einwohner |
| -------------------- | --------- |
| 1. Dezember 1871 ¹   | 3.233     |
| 1. Dezember 1880 ¹   | 3.381     |
| 1. Dezember 1890 ¹   | 3.567     |
| 1. Dezember 1900 ¹   | 3.382     |
| 1. Dezember 1910 ¹   | 3.213     |
| 16. Juni 1925 ¹      | 3.170     |
| 16. Juni 1933 ¹      | 3.425     |
| 17. Mai 1939 ¹       | 3.584     |
| 13. September 1950 ¹ | 4.738     |
| 6. Juni 1961 ¹       | 5.215     |

| Jahr              | Einwohner |
| ----------------- | --------- |
| 27. Mai 1970 ¹    | 6.120     |
| 31. Dezember 1980 | 6.225     |
| 25. Mai 1987 ¹    | 6.186     |
| 31. Dezember 1990 | 6.853     |
| 31. Dezember 1995 | 6.815     |
| 31. Dezember 2000 | 7.317     |
| 31. Dezember 2005 | 7.487     |
| 31. Dezember 2010 | 7.520     |
| 31. Dezember 2015 | 7.593     |
| 31. Dezember 2020 | 8.190     |

### Eingemeindungen
- 1. Januar 1972: Hohenstein[14]
- 1. Oktober 1972: Hofen[14]

## Religionen
Neben der evangelischen und der römisch-katholischen Kirche ist auch eine neuapostolische Gemeinde im Ort vertreten.

## Politik

### Gemeinderat
Die Kommunalwahl am 9. Juni 2024 brachte folgendes Ergebnis:
| Parteien und Wählergemeinschaften | Parteien und Wählergemeinschaften                                   | % 2024  | Sitze 2024 | % 2019  | Sitze 2019 | Kommunalwahl 2024 %403020100 37,16 %29,95 %10,31 %9,87 %12,71 % FWV/CDUUWGGrüneSPDABöGewinne und Verlusteim Vergleich zu 2019 %p 14 12 10 8 6 4 2 0 −2 −4 −6 −8−10+3,42 %p−1,78 %p−8,14 %p−6,20 %p+12,71 %pFWV/CDUUWGGrüneSPDABö |
| FWV/CDU                           | Freie Wählervereinigung/Christlich Demokratische Union Deutschlands | 37,16   | 7          | 33,74   | 6          | Kommunalwahl 2024 %403020100 37,16 %29,95 %10,31 %9,87 %12,71 % FWV/CDUUWGGrüneSPDABöGewinne und Verlusteim Vergleich zu 2019 %p 14 12 10 8 6 4 2 0 −2 −4 −6 −8−10+3,42 %p−1,78 %p−8,14 %p−6,20 %p+12,71 %pFWV/CDUUWGGrüneSPDABö |
| UWG                               | Unabhängige Wählergemeinschaft Bönnigheim                           | 29,95   | 5          | 31,73   | 6          | Kommunalwahl 2024 %403020100 37,16 %29,95 %10,31 %9,87 %12,71 % FWV/CDUUWGGrüneSPDABöGewinne und Verlusteim Vergleich zu 2019 %p 14 12 10 8 6 4 2 0 −2 −4 −6 −8−10+3,42 %p−1,78 %p−8,14 %p−6,20 %p+12,71 %pFWV/CDUUWGGrüneSPDABö |
| SPD                               | Sozialdemokratische Partei Deutschlands                             | 9,87    | 2          | 16,07   | 3          | Kommunalwahl 2024 %403020100 37,16 %29,95 %10,31 %9,87 %12,71 % FWV/CDUUWGGrüneSPDABöGewinne und Verlusteim Vergleich zu 2019 %p 14 12 10 8 6 4 2 0 −2 −4 −6 −8−10+3,42 %p−1,78 %p−8,14 %p−6,20 %p+12,71 %pFWV/CDUUWGGrüneSPDABö |
| Grüne                             | Bündnis 90/Die Grünen                                               | 10,31   | 2          | 18,45   | 3          | Kommunalwahl 2024 %403020100 37,16 %29,95 %10,31 %9,87 %12,71 % FWV/CDUUWGGrüneSPDABöGewinne und Verlusteim Vergleich zu 2019 %p 14 12 10 8 6 4 2 0 −2 −4 −6 −8−10+3,42 %p−1,78 %p−8,14 %p−6,20 %p+12,71 %pFWV/CDUUWGGrüneSPDABö |
| ABö                               | Aktive Bönnigheimer                                                 | 12,71   | 2          | –       | –          | Kommunalwahl 2024 %403020100 37,16 %29,95 %10,31 %9,87 %12,71 % FWV/CDUUWGGrüneSPDABöGewinne und Verlusteim Vergleich zu 2019 %p 14 12 10 8 6 4 2 0 −2 −4 −6 −8−10+3,42 %p−1,78 %p−8,14 %p−6,20 %p+12,71 %pFWV/CDUUWGGrüneSPDABö |
| gesamt                            | gesamt                                                              | 100     | 18         | 100     | 18         | Kommunalwahl 2024 %403020100 37,16 %29,95 %10,31 %9,87 %12,71 % FWV/CDUUWGGrüneSPDABöGewinne und Verlusteim Vergleich zu 2019 %p 14 12 10 8 6 4 2 0 −2 −4 −6 −8−10+3,42 %p−1,78 %p−8,14 %p−6,20 %p+12,71 %pFWV/CDUUWGGrüneSPDABö |
| Wahlbeteiligung                   | Wahlbeteiligung                                                     | 61,22 % | 61,22 %    | 59,49 % | 59,49 %    | Kommunalwahl 2024 %403020100 37,16 %29,95 %10,31 %9,87 %12,71 % FWV/CDUUWGGrüneSPDABöGewinne und Verlusteim Vergleich zu 2019 %p 14 12 10 8 6 4 2 0 −2 −4 −6 −8−10+3,42 %p−1,78 %p−8,14 %p−6,20 %p+12,71 %pFWV/CDUUWGGrüneSPDABö |

Zusätzliches stimmberechtigtes Mitglied und Vorsitzender des Gemeinderates ist der Bürgermeister.

### Bürgermeister
Der Bürgermeister ist gemäß der baden-württembergischen Gemeindeordnung Vorsitzender des Gemeinderats und Leiter der Gemeindeverwaltung. Er ist hauptamtlicher Beamter auf Zeit und wird von den wahlberechtigten Bönnigheimer Bürgern direkt für eine Amtszeit von acht Jahren gewählt. 1930 änderte die württembergische Gemeindeordnung die Amtsbezeichnung Schultheiß in Bürgermeister.
Derzeitiger Amtsinhaber ist Albrecht Dautel. Am 15. April 2018 erhielt er bei der Bürgermeisterwahl 96,61 Prozent der Stimmen und setzte sich im ersten Wahlgang gegen zwei Mitbewerber durch. Er trat das Amt am 16. Juli 2018 an.
Die seit 1823 amtierenden Schultheißen bzw. Bürgermeister waren:
| Amtszeit  | Amtsinhaber            |
| --------- | ---------------------- |
| 1823–1835 | Heinrich Rieber        |
| 1836–1874 | Gottlieb Konrad Finckh |
| 1874–1887 | Mays                   |
| 1888–1904 | Adolf Bruder           |
| 1905–1921 | Mössner                |
| 1921–1934 | Hermann Zipperlen      |
| 1934–1945 | Emil Henne             |
| 1945–1948 | Wilhelm Wachter        |
| 1948–1978 | Gottlob Stierle        |
| 1978–2002 | Gerd Kreiser           |
| 2002–2018 | Kornelius Bamberger    |
| seit 2018 | Albrecht Dautel        |

### Wappen und Flagge

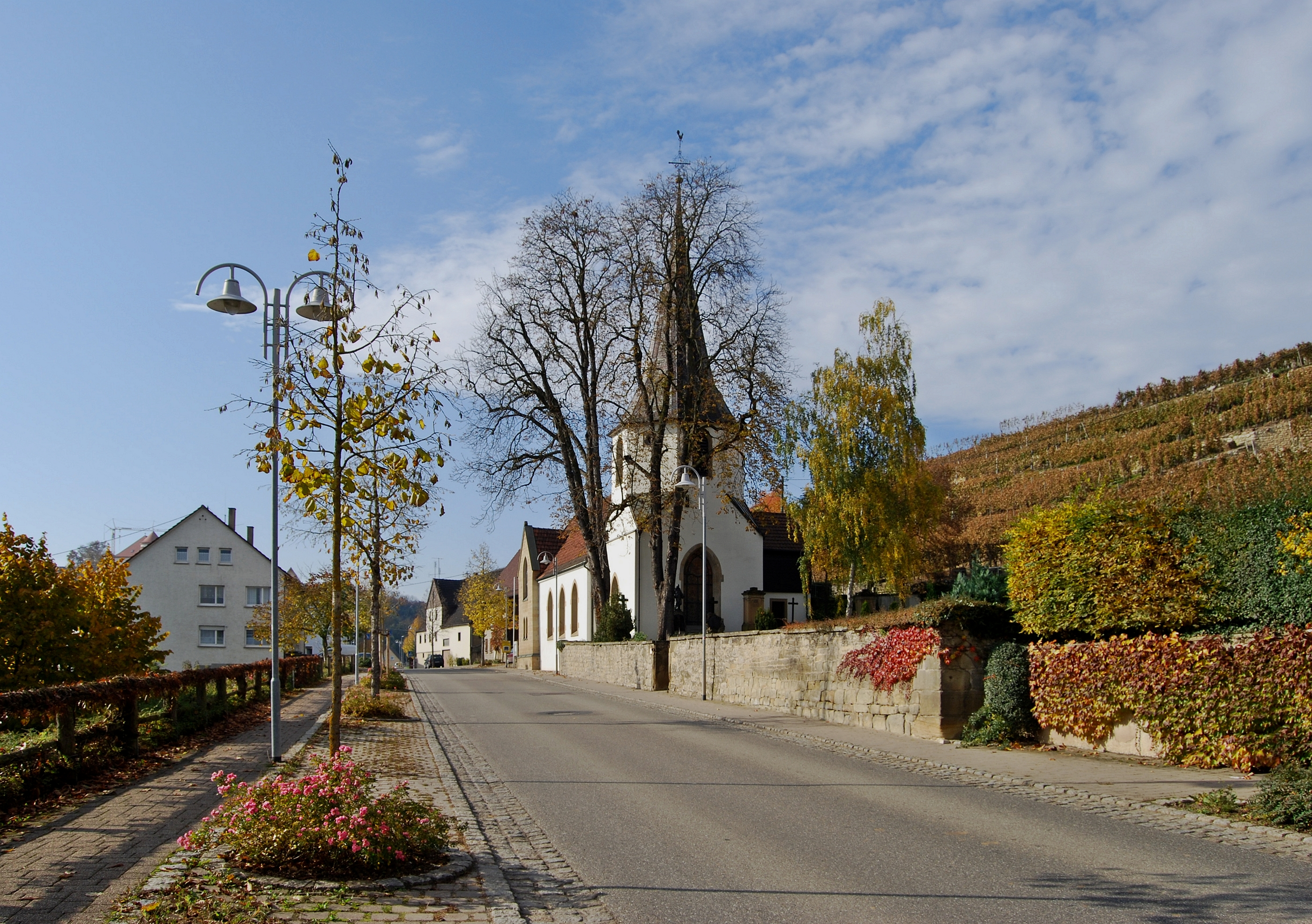
Hohenstein

Das Wappen zeigt in Rot ein sechsspeichiges, silbernes Rad sowie einen darunter liegenden gesichteten silbernen Mond. Das Wappen spiegelt damit die Geschichte der Stadt wider, in dem als Elemente das Mainzer Rad auftauchen, sowie der Mond als Teil des Wappens der Herren von Magenheim, die als Gründer von Bönnigheim gelten.
Die Bönnigheimer Stadtfarben sind Weiß-Rot; sie sind seit mindestens 1921 in Gebrauch.
Die Wappen der eingemeindeten Orte sind:
Hofen: In Rot eine silberne Kirche mit linkshin stehendem Turm, rechts oben ein doppelarmiges silbernes Kreuz; Flagge weiß-rot; genehmigt am 7. Oktober 1966.
Hohenstein: In Silber auf einem mit fünf aneinander gereihten silbernen Rauten belegten grünen Berg eine zweitürmige bezinnte rote Burg; Flagge rot-weiß; genehmigt am 19. August 1965.

### Städtepartnerschaften

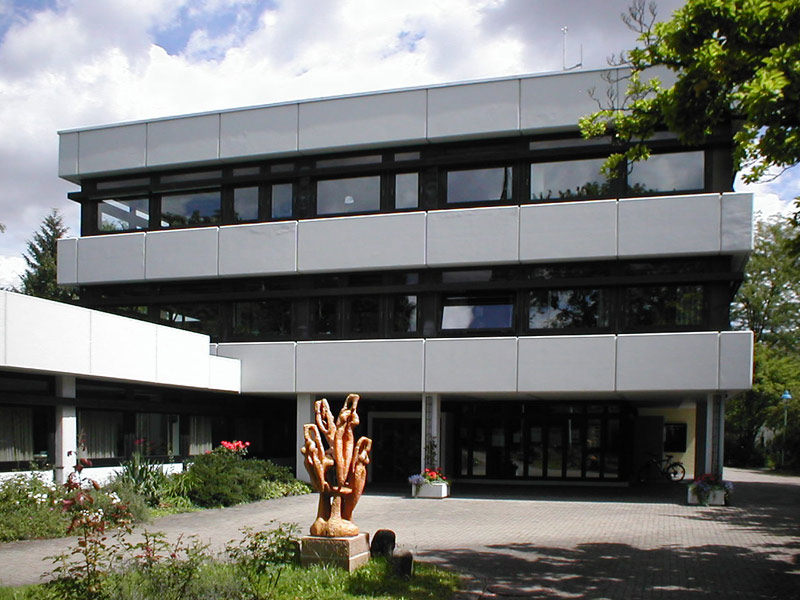
Rathaus von Bönnigheim

Bönnigheim unterhält freundschaftliche Beziehungen zu
- Rouffach im Elsass, Frankreich, seit 1964,
- Neukirch/Lausitz, Landkreis Bautzen, Sachsen, seit 1992
- Balatonboglár am Plattensee, Ungarn, seit 2000

## Kultur und Sehenswürdigkeiten
Bönnigheim liegt an der Württemberger Weinstraße, die an vielen Sehenswürdigkeiten vorbeiführt.

### Museen
- Schwäbisches Schnapsmuseum und Museum Arzney-Küche
Um Alkohol geht es in diesen beiden benachbarten Museen. Das Schwäbische Schnapsmuseum besitzt die größte alkoholgeschichtliche Sammlung Deutschlands. Seit 2013 wird dort außerdem eine Ausstellung zum Thema Nachgeburtsbestattung gezeigt.[19]
- Museum Sophie La Roche (der Autorin des ersten deutschen Frauenromans Sophie von La Roche gewidmet)
- Sudetendeutsche Heimatstube

### Bauwerke

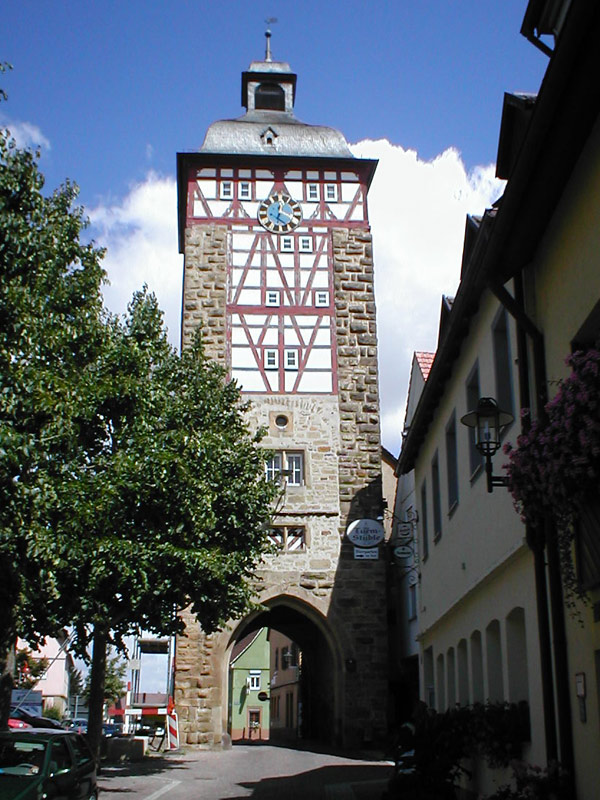
Köllesturm

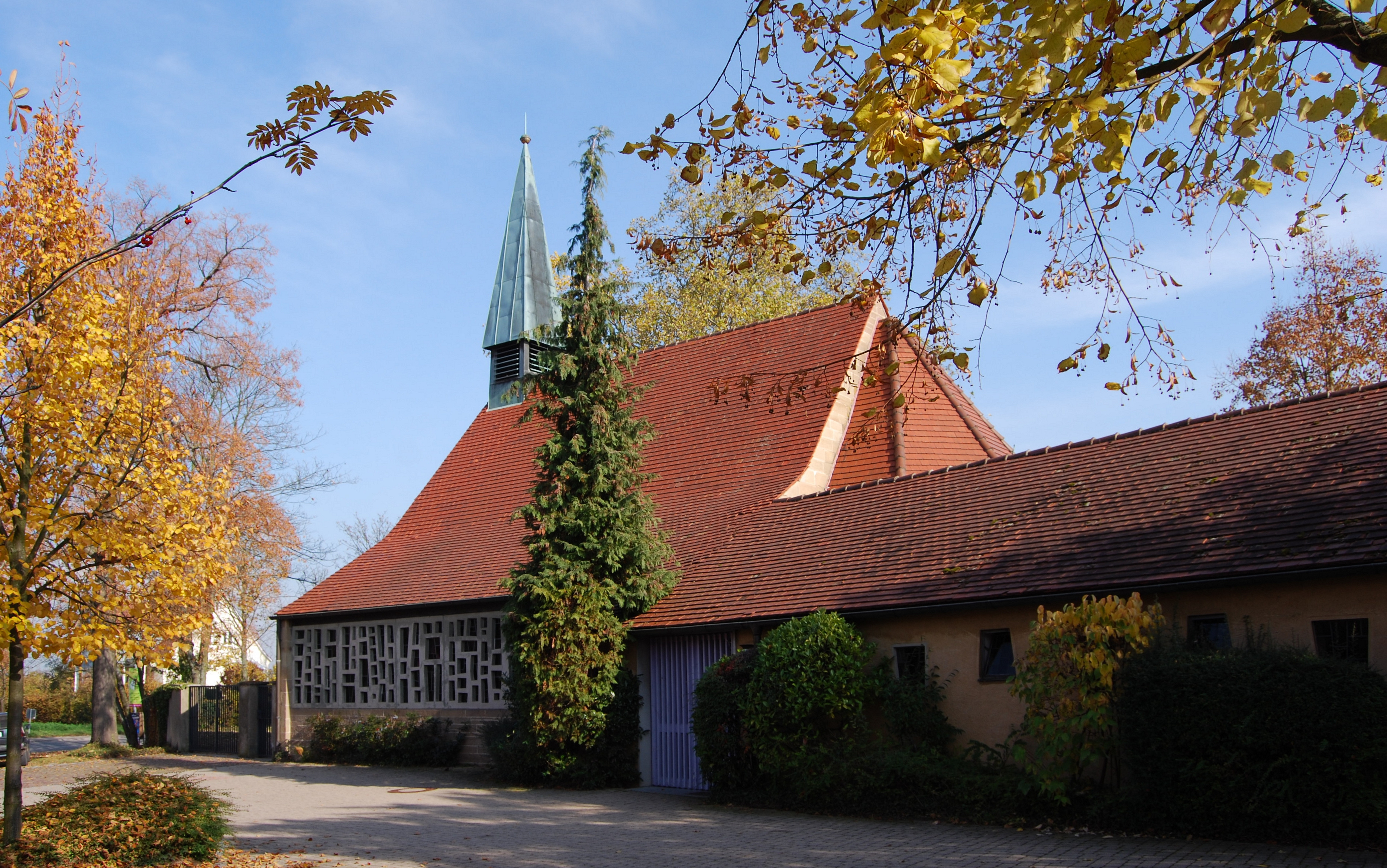
Friedhofskapelle

Bönnigheim besitzt zahlreiche sehenswerte, denkmalgeschützte Gebäude. Der ausgeschilderte historische Rundgang durch die Stadt führt an knapp 50 Bauwerken entlang.
- Die Burg Bönnigheim bildete die nordwestliche Begrenzung der mittelalterlichen Stadt und wurde im Bauernkrieg zerstört, danach wiederaufgebaut und im 17. Jahrhundert größtenteils abgerissen. Von ihr sind noch ein Turm sowie ein massives Steinhaus erhalten. Von der mittelalterlichen Stadtmauer, deren Gesamtlänge rund 1150 Meter betrug und die bis zu 9,10 Meter hoch und 1,40 Meter stark war, bestehen noch Reste westlich des Schlosses.
- Der Köllesturm ist ein Torturm der früheren Stadtmauer aus dem 13. Jahrhundert. Außerhalb der Stadtmauer führte eine Brücke über den trockenen Stadtgraben zu diesem Turm, der mit Flügel- und Zugtor verschlossen war. Seine heutige Dachform erhielt der Turm bei einer Renovierung nach einem Brand im späten 18. Jahrhundert.
- Der Diebsturm ist ein halbrunder Turm, der 1458 an die Stadtmauer angebaut wurde.

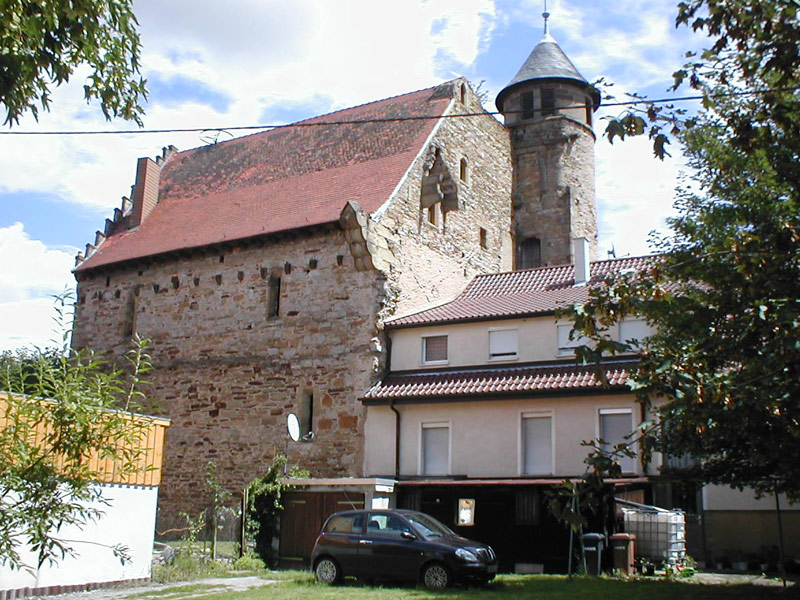
Ganerbenburg
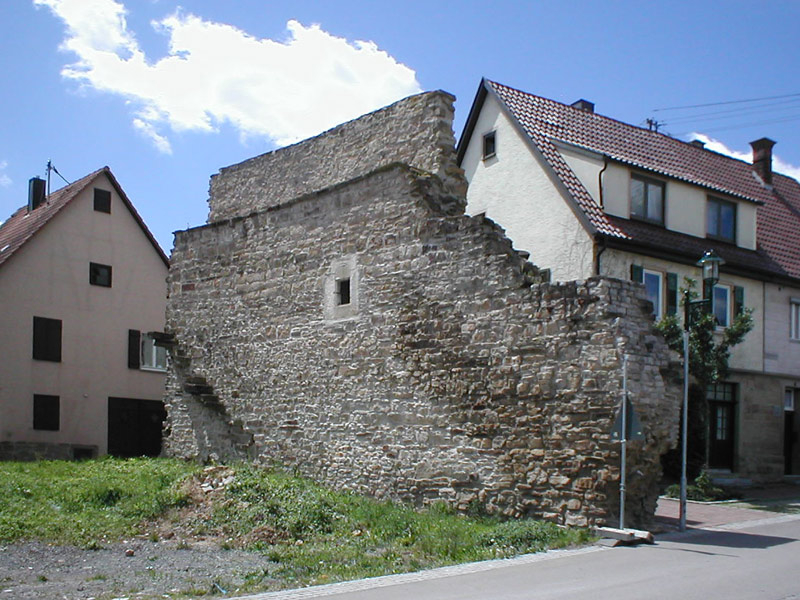
Reste der Stadtmauer
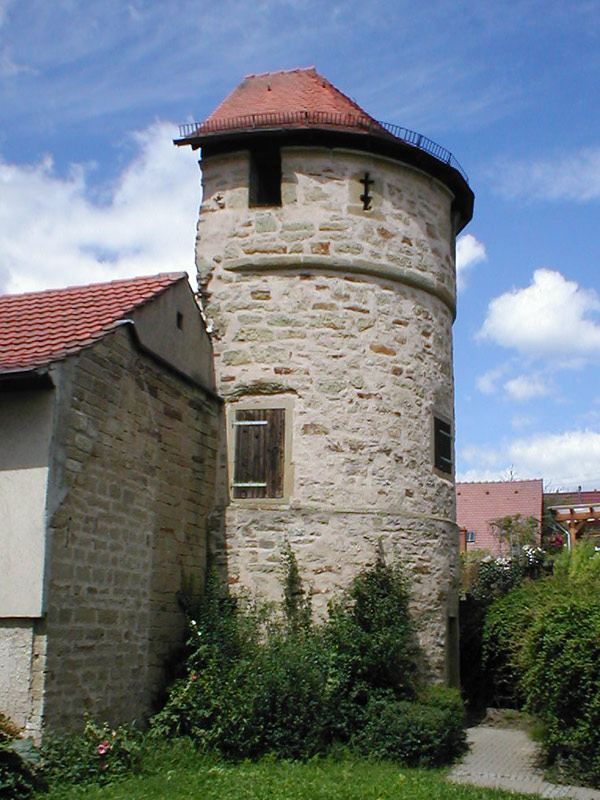
Diebsturm

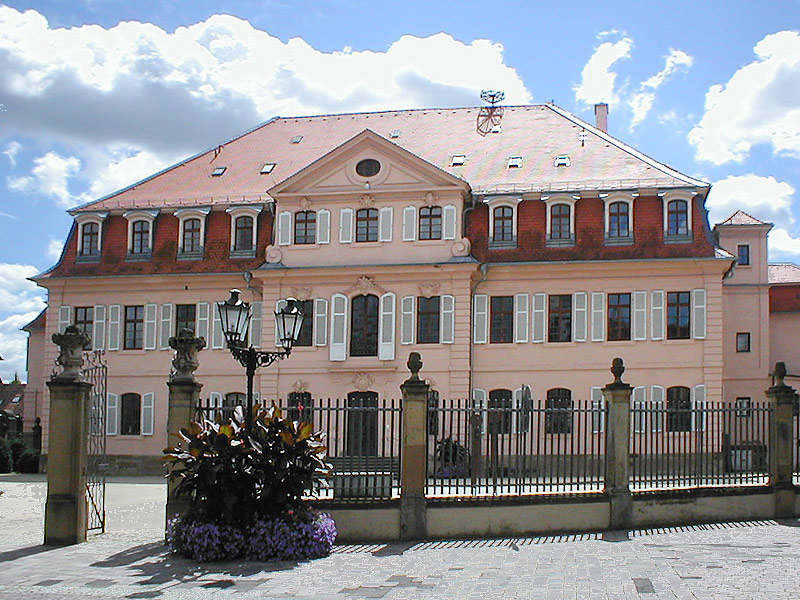
Stadionsches Schloss

- Das Stadionsche Schloss wurde 1756 von Baumeister Anton Haaf für Friedrich Graf Stadion errichtet. In seiner wechselvollen Geschichte diente das Gebäude u. a. von 1828 bis 1888 als Forstamt, später als königliche Taubstummenanstalt und als Schiller-College für amerikanische Studenten. Von 1996 bis 2020 befand sich im Schloss das Museum Charlotte Zander für Naive Kunst und Art Brut.[20]
- Der Kavaliersbau mit markantem Staffelgiebel an der Stadtmauer ist der letzte noch bestehende Teil des Liebensteiner Schlösschens, an dessen Stelle später das Stadionsche Schloss errichtet wurde. In dem Gebäude befindet sich u. a. die städtische Musikschule und das Jugendcafé.
- Das Forstgefängnis zwischen Schloss und Kavaliersbau wurde als Gefängnis für Wilddiebe und Forstfrevler im 19. Jahrhundert errichtet. Heute befindet sich dort das Museum Sophie La Roche.
- Der Georgsbrunnen mit der Figur des mit einem Drachen kämpfenden heiligen Georg wurde 1549 errichtet, sein Brunnentrog stammt von 1816 und ist mit den Namen der damaligen Räte der Stadt beschriftet. Der vor dem Schloss befindliche Brunnen diente lange Zeit als Löschwasserspeicher.

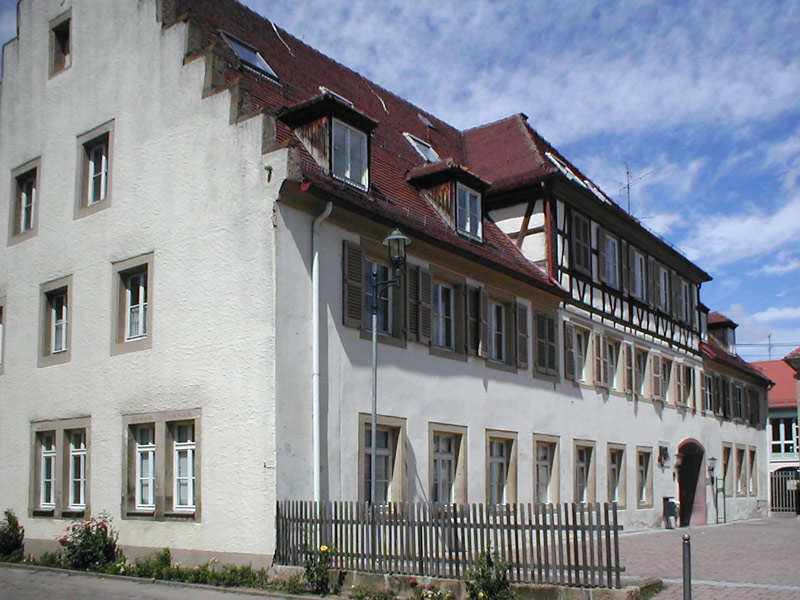
Kavaliersbau
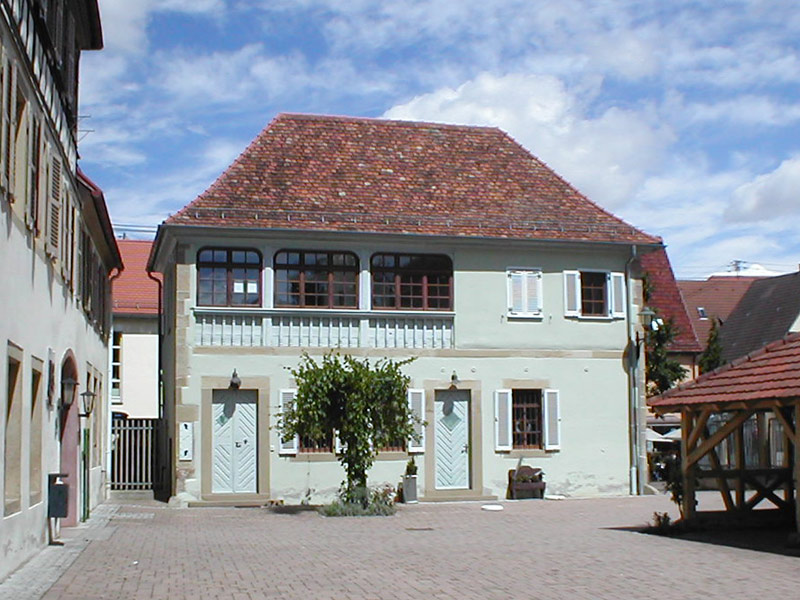
Forstgefängnis
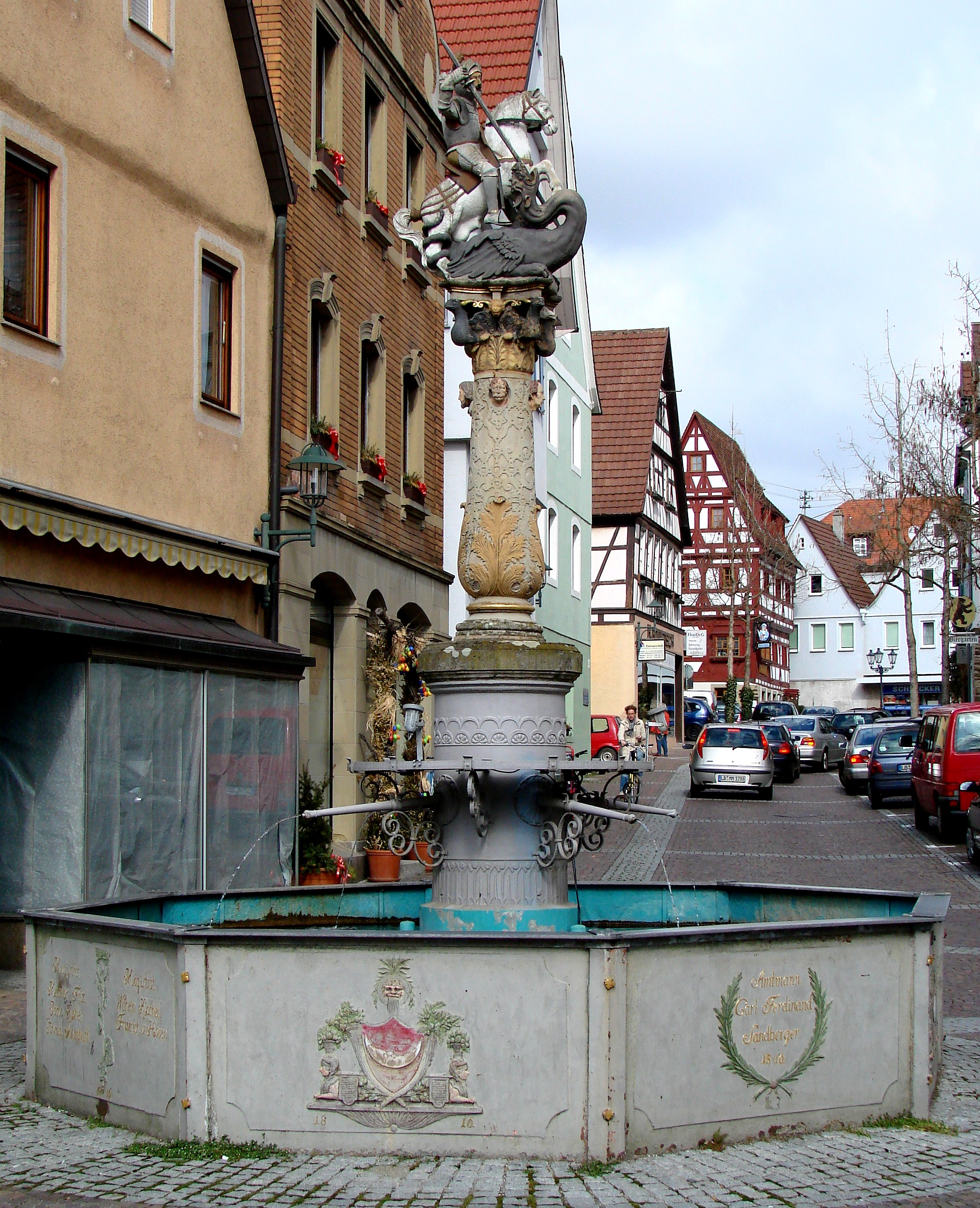
Brunnen Sankt Georg
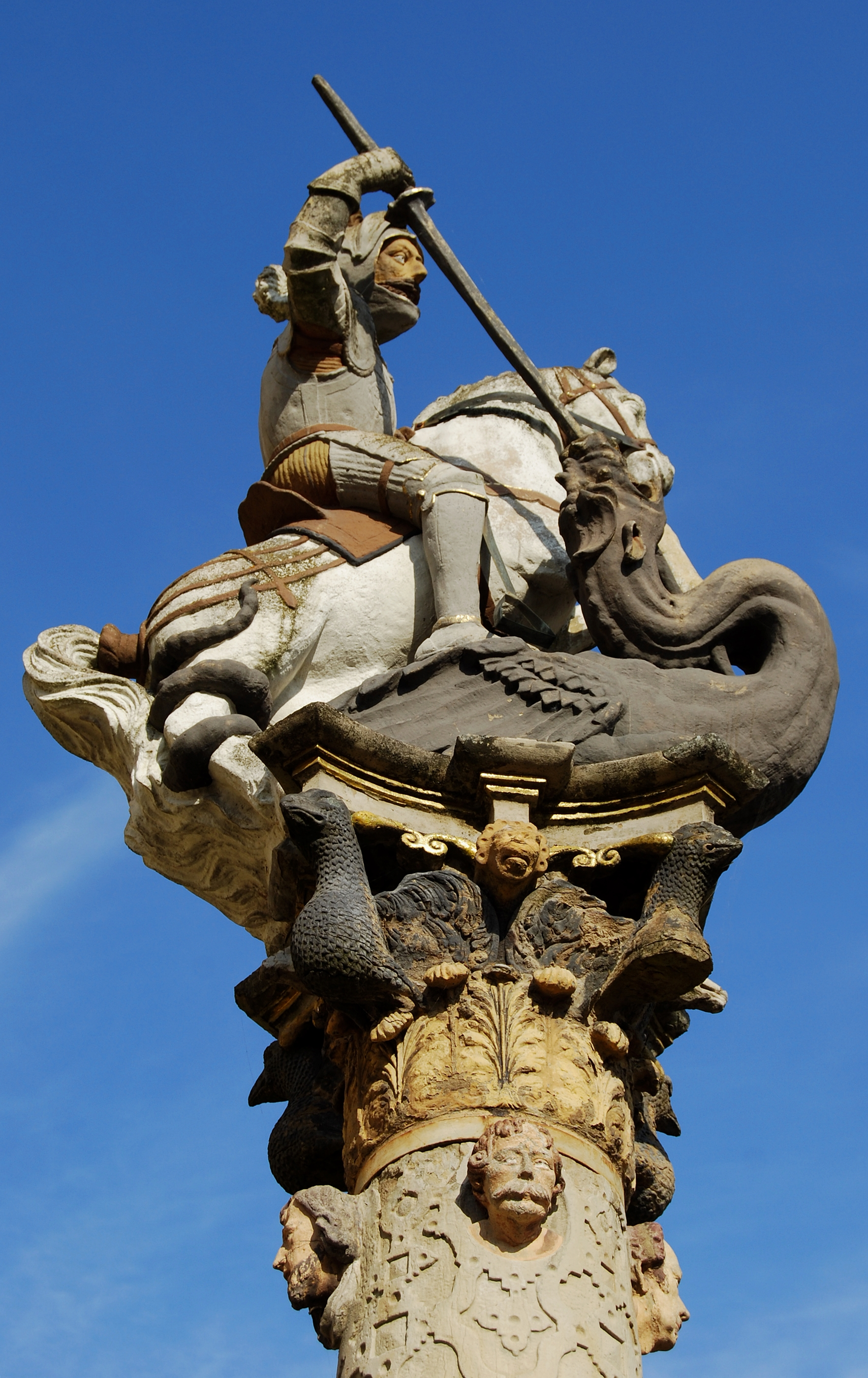
Brunnenfigur

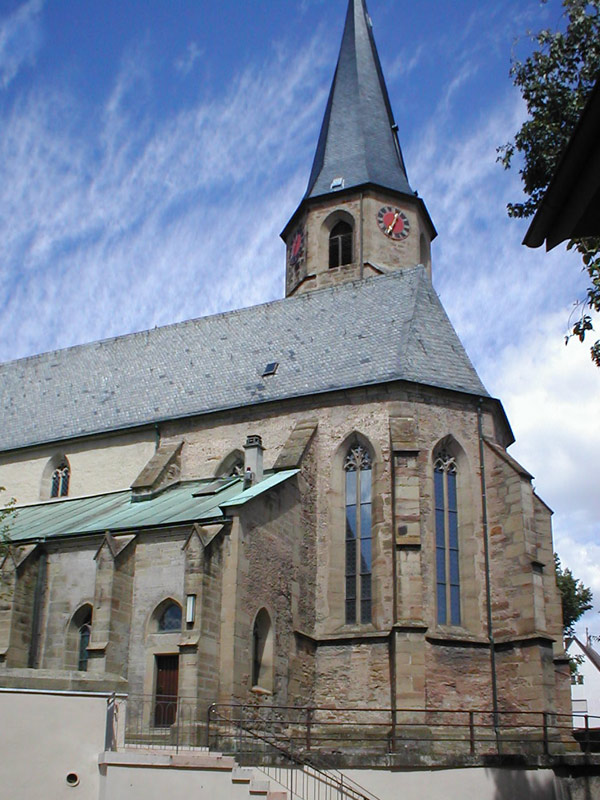
Cyriakuskirche

- Die Cyriakuskirche geht auf eine romanische Basilika zurück und wurde 1100 erstmals erwähnt. Auf dem Kirchplatz befindet sich eine Spiegel-Installation der Bönnigheimer Künstlerin Margit Stäbler-Nicolai (* 1956).
- Das Cyriakuspfründehaus beim Kirchplatz war bis 1869 Wohnhaus des ersten Pfarrers und später das Ortsgefängnis. Im benachbarten Stelzenhaus wurde in dem durch einen überkragenden und auf Holzpfosten ruhenden Oberstock mehr Wohnraum geschaffen.
- Der Bebenhäuser Hof war ein Hof des Klosters Bebenhausen, das bereits 1103 Besitz in Bönnigheim hatte. Das Gebäude datiert um 1620, es weist einen Neidkopf auf und seine Gefachbemalungen zeigen zeitgenössische Liedtexte. Heute beherbergt das 1983 renovierte Gebäude ein Hotel.
- Der Mainzer Hof am Meierhof 7 ist ein frühgotisches, zweigeschossiges Steinhaus aus dem Ende des 13. Jahrhunderts.
- Der Maulbronner Hof wurde als Hofgut des Klosters Maulbronn 1581 errichtet. Das Gebäude wurde inzwischen als Wohn- und Geschäftshaus umgebaut.

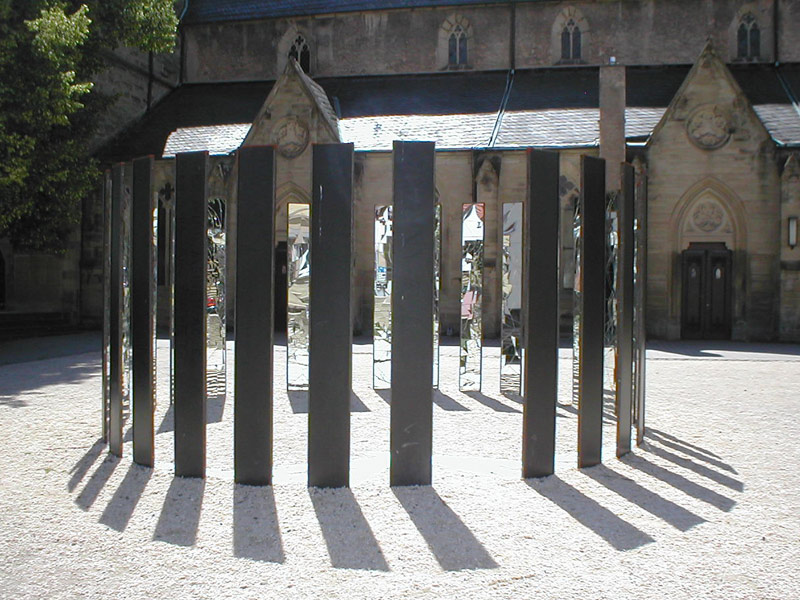
Installation am Kirchplatz
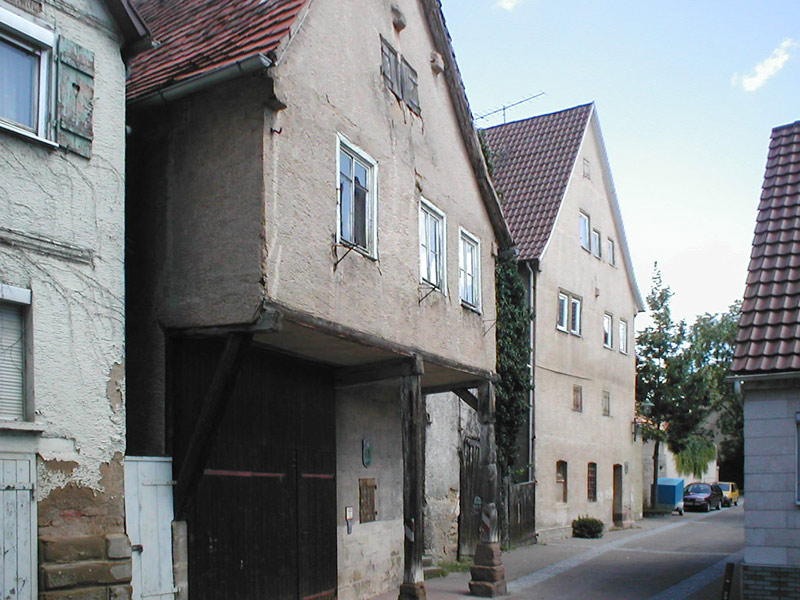
Stelzenhaus und Cyriakuspfründehaus
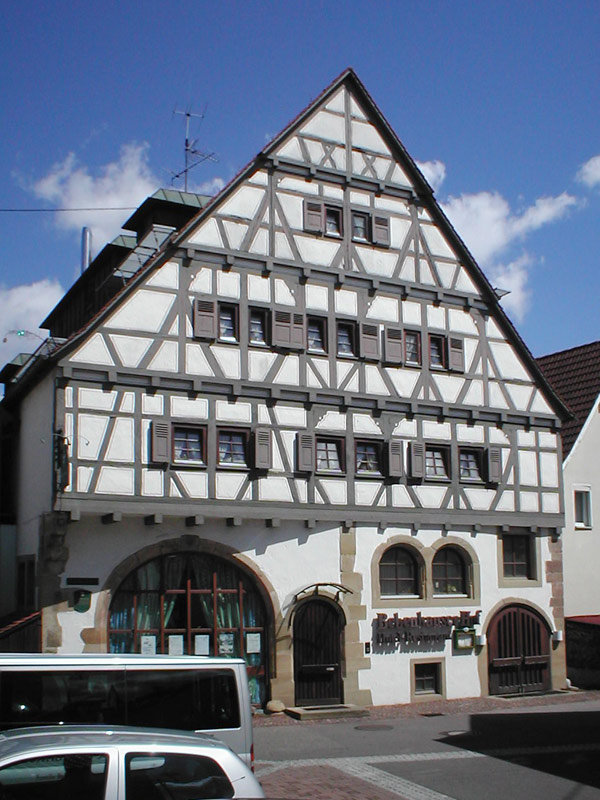
Bebenhäuser Hof
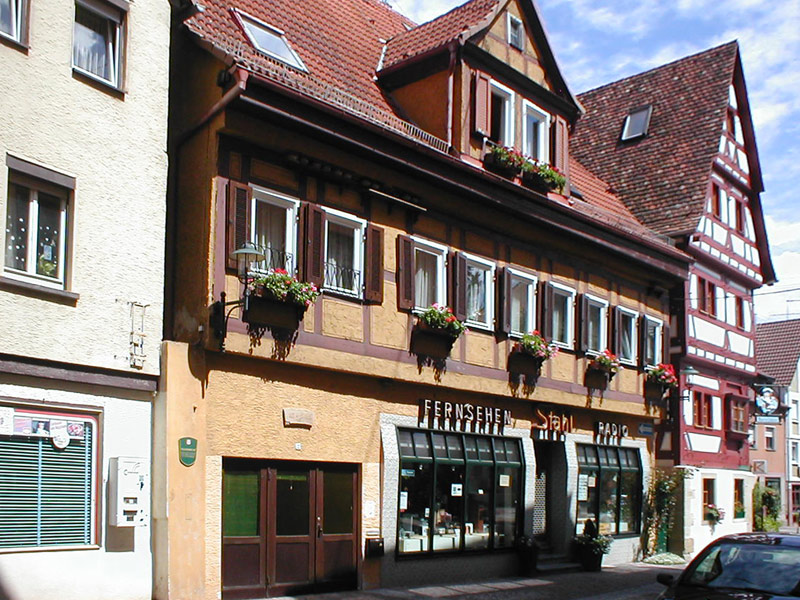
Maulbronner Hof

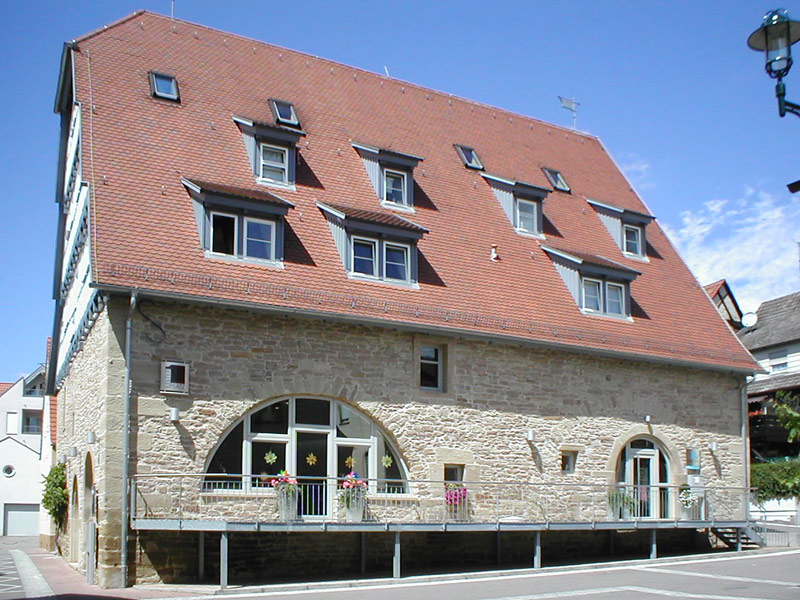
Gemminger Kelter

- Die Neipperger Kelter und die Gemminger Kelter sind massive Keltergebäude aus dem Jahr 1600, die auf die Herren von Neipperg bzw. die Herren von Gemmingen zurückgehen, denen vom Mittelalter bis ins 18. Jahrhundert jeweils ein Viertel der Stadt Bönnigheim gehörte. Die Gemminger Kelter wurde zu einem zeitgemäßen Geschäfts- und Wohngebäude modernisiert, die Neipperger Kelter ist äußerlich unsaniert und beherbergt das Clublokal eines Sportvereins. Die anderen beiden Kelter der Herren von Sachsenheim und Liebenstein wurden beim Bau der Genossenschaftskelter 1949 abgerissen. Diese hat einen Uhrenturm mit den Wappen der früheren vier Ganerbenfamilien und wurde später zeitweise als Supermarkt umfunktioniert.
- Das ehemalige Gemminger Amtshaus befindet sich nahe der Kirche. Das zum Wohn- und Geschäftshaus umgebaute Gebäude lässt nur noch schwerlich seinen historischen Kern erkennen.
- Der Ganerbenbrunnen in der Ortsmitte zeigt auch die Wappen der vier Ganerbenfamilien und erinnert an die Einteilung des Ortes in Viertel.

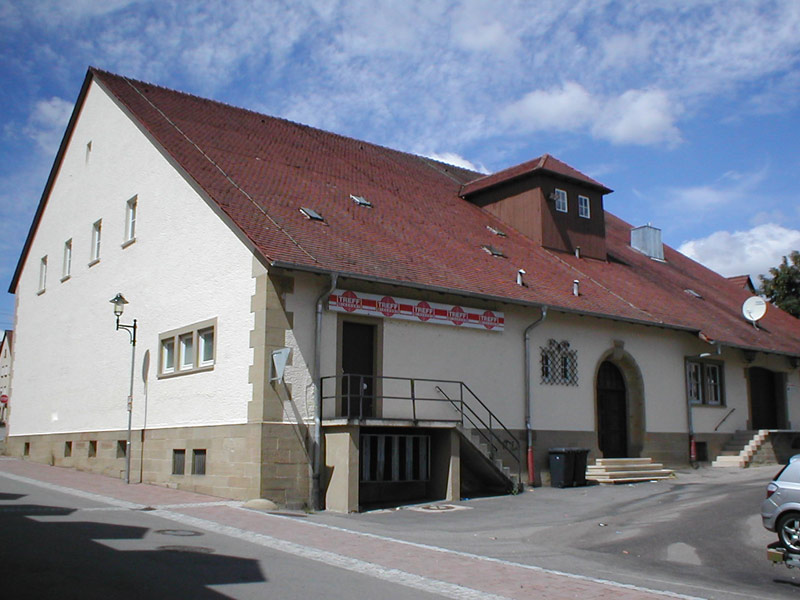
Ehemalige Genossenschaftskelter
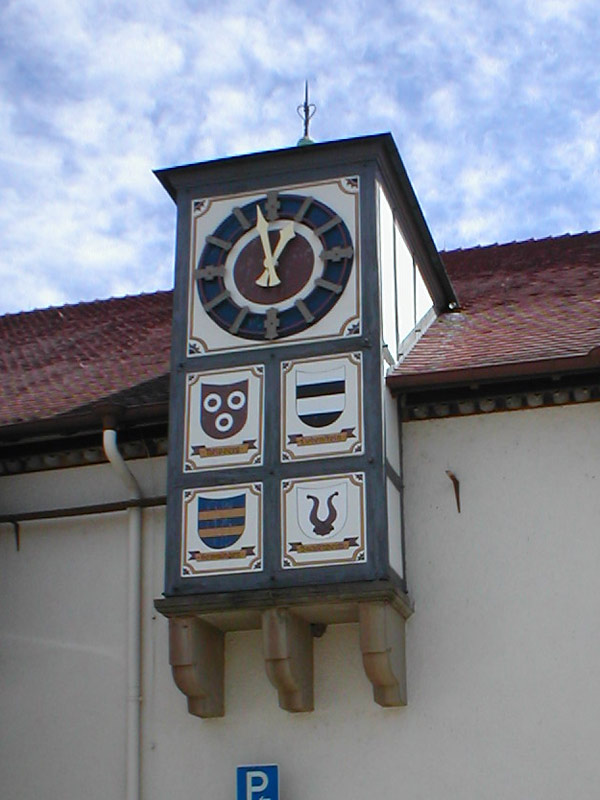
Uhrenturm der Genossenschaftskelter mit den Wappen der  Sachsenheim, Liebenstein, Gemmingen, Neipperg
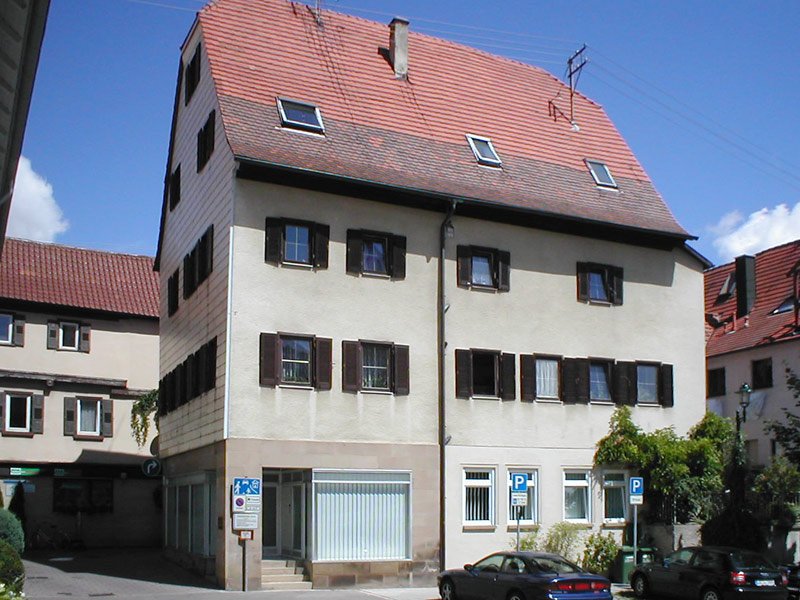
Ehemaliges Gemminger Amtshaus
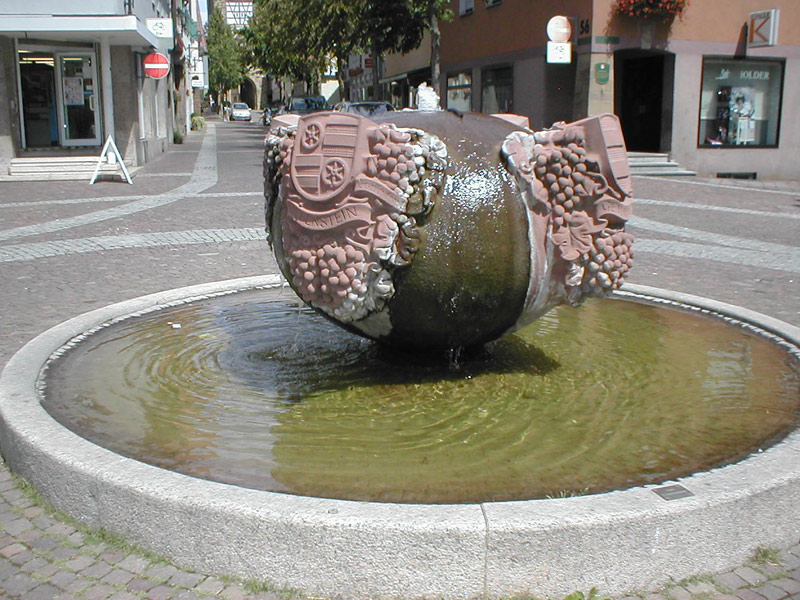
Ganerbenbrunnen

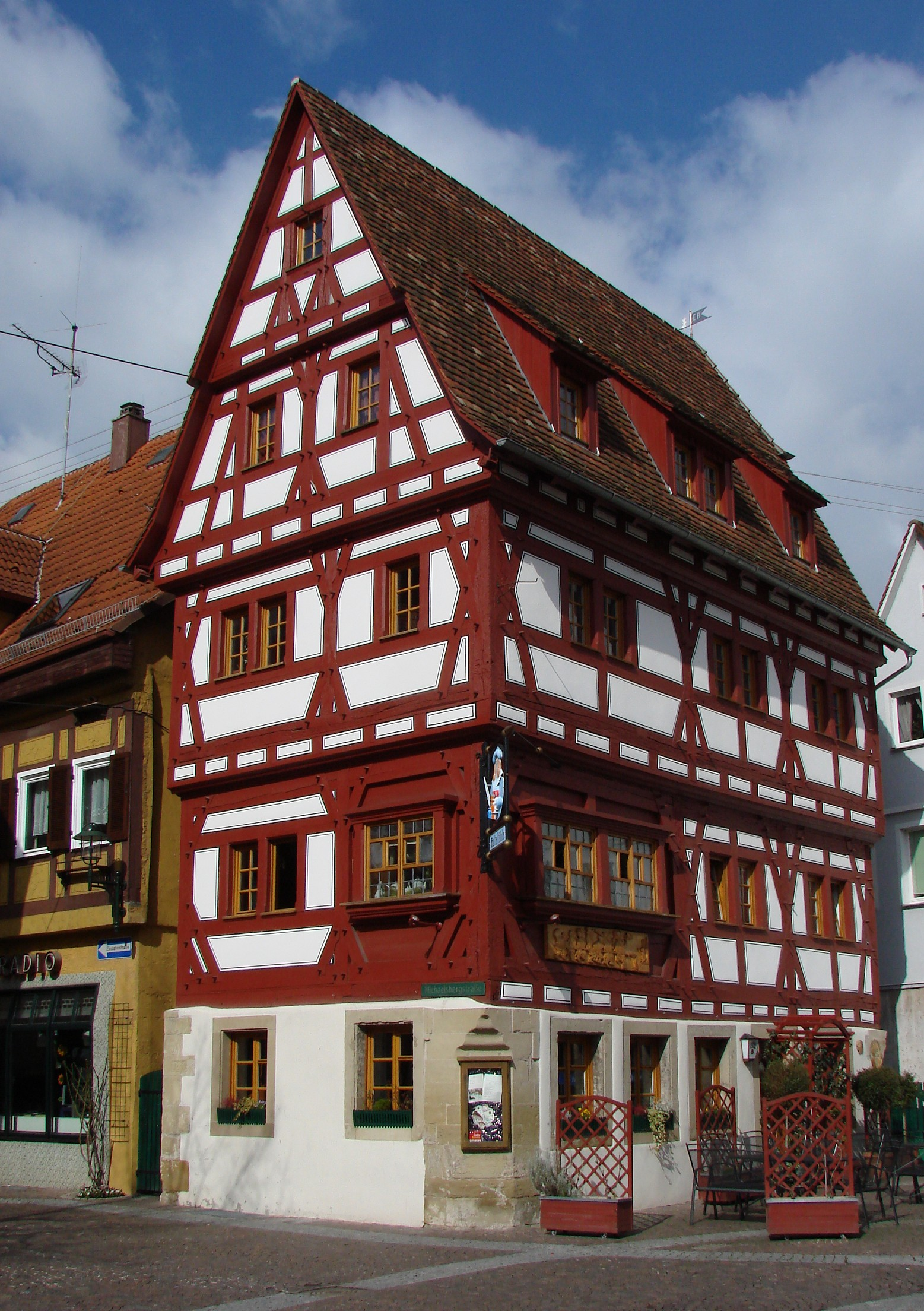
Fachwerkhaus am Markt

- Das frühere Stadtschreiberhaus an der Kirchstraße 22 weist Reste spätgotischer Ausmalung von 1541/1542 auf.
- Die Stadtapotheke an der Kirchgasse 2 wurde 1764 im spätbarocken Stil errichtet, eine Apotheke befindet sich seit 1848 in dem Haus. Die alte Einrichtung kann durch neue Schaufenster besichtigt werden.
- Im Ort befinden sich außerdem zahlreiche weitere historische Fachwerkbauten, darunter auch historische Gasthöfe wie das Gasthaus „Bären“ von 1766. Hervorzuheben sind das Weingärtnerhaus von 1810 und das Wohnhaus von 1757 in der Grabengasse sowie das Ackerbürgerhaus von 1630 mit seinen insgesamt neun Dachfeldern in der Schloßstraße.
- Die Villa Amann in der Kirchheimer Straße 15 wurde im Jahre 1900 errichtet.

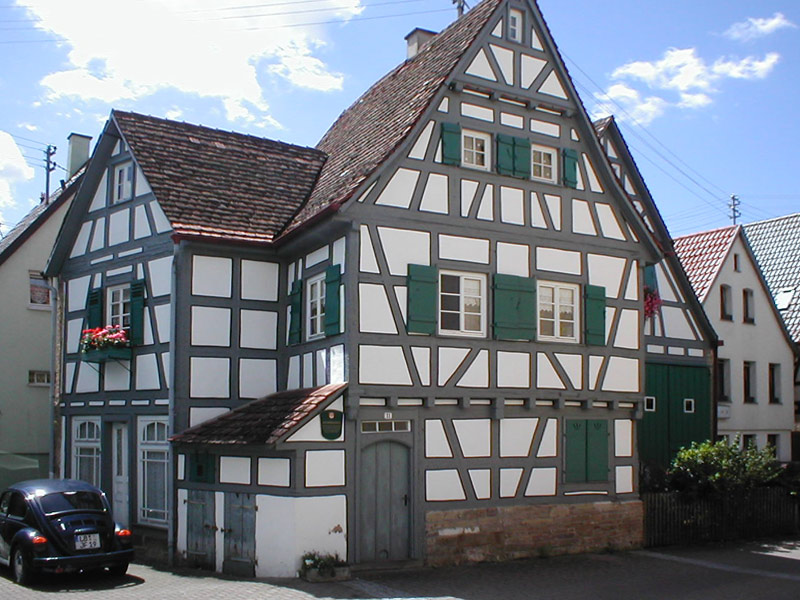
Ackerbürgerhaus 1630
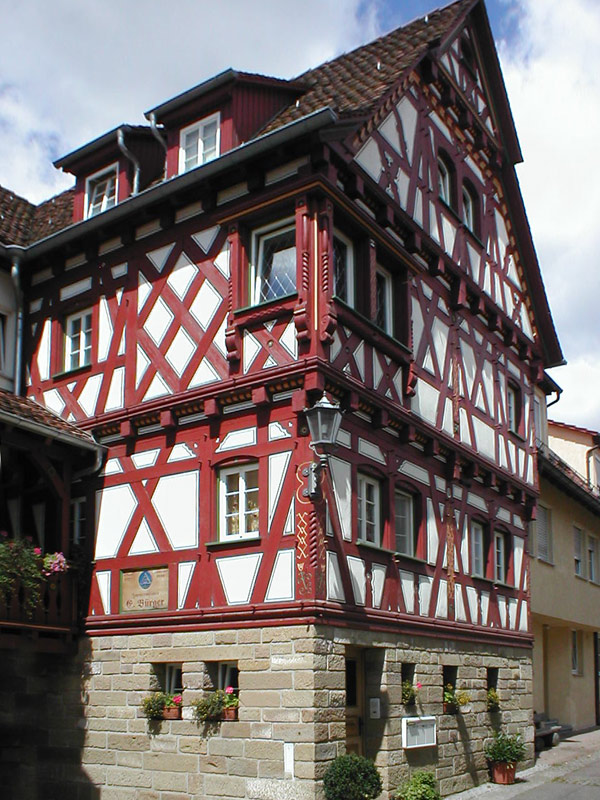
Wohnhaus 1757
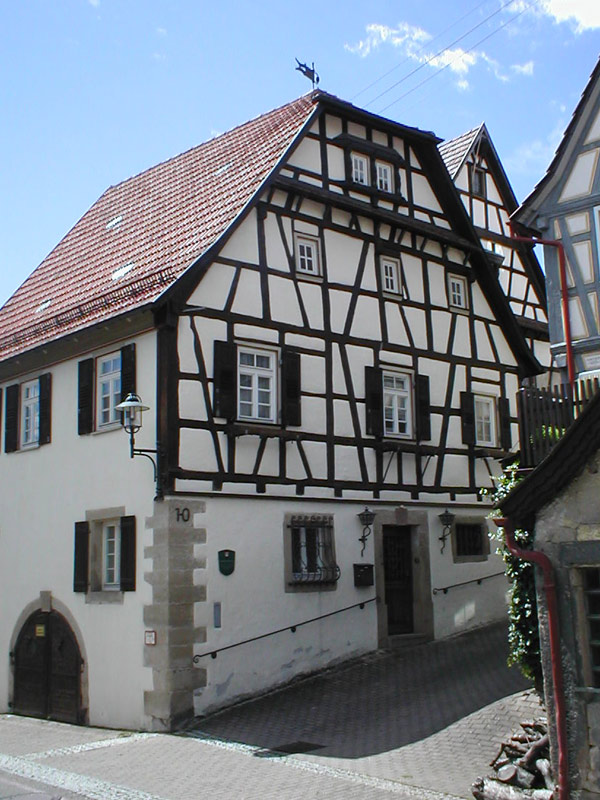
Weingärtnerhaus 1810
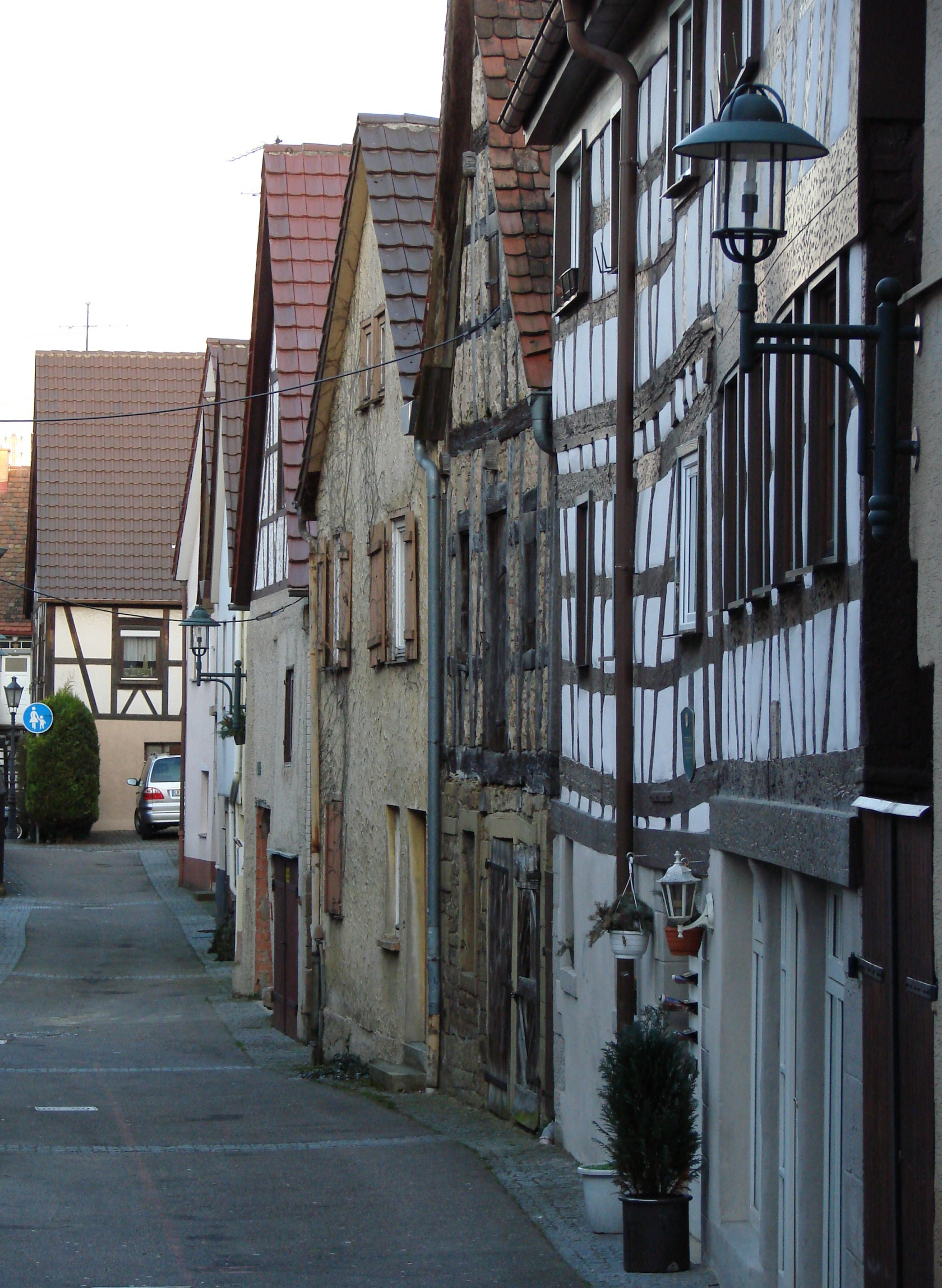
Gerbergasse

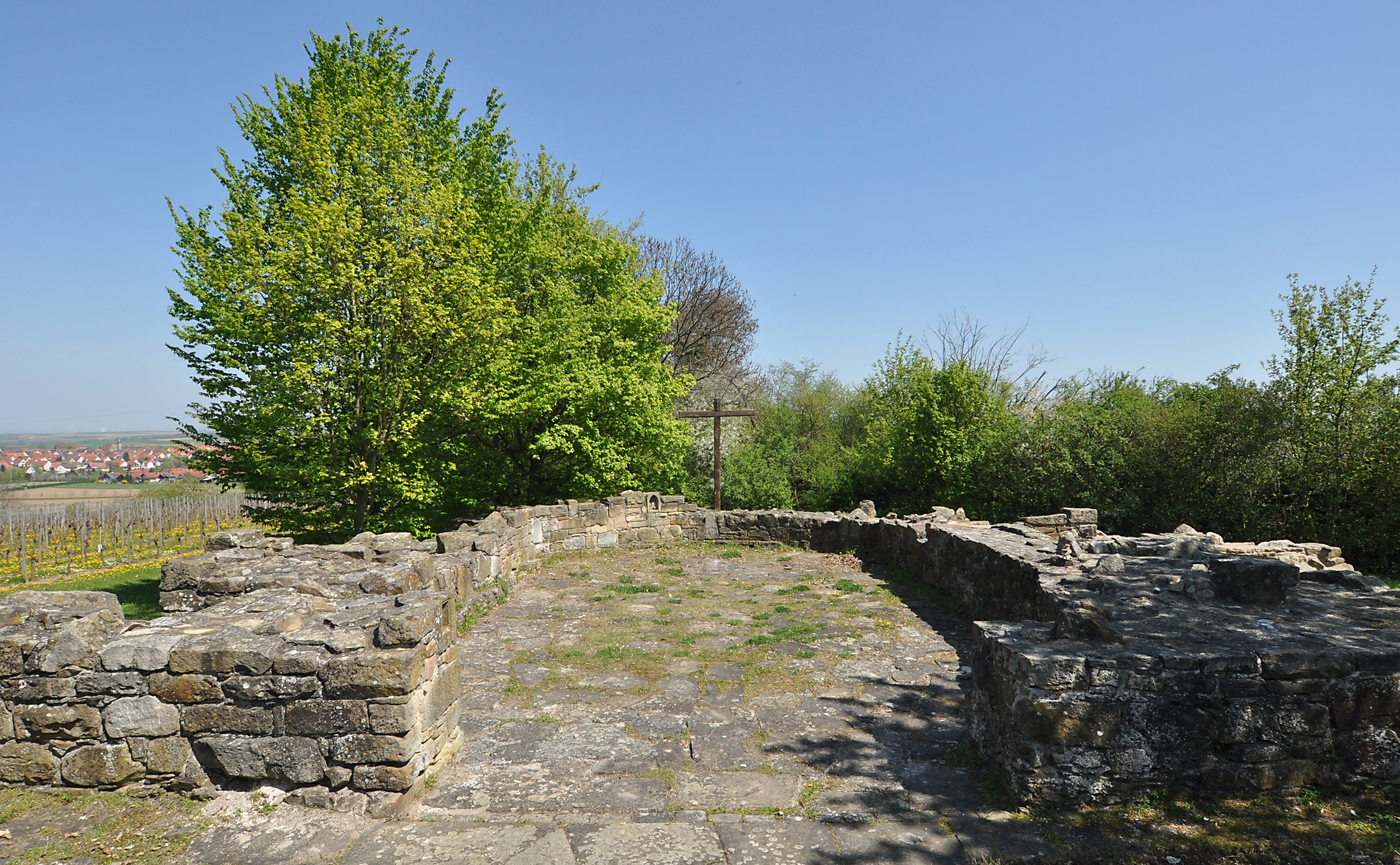
Klösterle

- Rund eineinhalb Kilometer südwestlich des Stadtkerns befindet sich am Rande der Weinberge die Ruine des Klösterles. Um 1435 wurde dort eine Kapelle erbaut, die der „seligsten Jungfrau Maria“ geweiht war. In Verbindung mit der Quelle, bei der sie sich befand, wurde sie zu einer Pilgerstätte. Von 1477 bis zur Reformation lebten dort Barfüßermönche. Nach der Reformation wurde das Kloster aufgegeben. Die Steine wurden teilweise für Bauten in Bönnigheim verwendet. Die Überreste waren schließlich völlig von Erdreich bedeckt. 1975 wurden bei Flurbereinigungsarbeiten die erhaltenen Reste der Anlage wiederentdeckt und freigelegt.
- Schloss Hohenstein: Renaissanceschloss, heute Sitz der Hohenstein Institute.

### Vereine
- Die Ortsgruppe Bönnigheim des Schwäbischen Albvereins wurde im Jahr 2002 mit der Eichendorff-Plakette ausgezeichnet.[21]
- Bönnigheim hat außerdem einen Sportverein, den TSV Bönnigheim. Dieser hat Abteilungen wie zum Beispiel Handball, Leichtathletik, Karate und viele mehr.
- Es gibt einen eigenen Tennisclub. Er heißt TC Rot-Weiß.
- Weitere Vereine sind zum Beispiel die Angelfreunde.
- In der Stadt gibt es auch einen Musikverein (MV Stadtkapelle Bönnigheim).

## Wirtschaft und Infrastruktur
Die drei Nachbarstädte Bönnigheim, Besigheim und Bietigheim-Bissingen bilden in ihrer Außendarstellung ein gemeinsames 3B-Tourismusteam, das unter dem Kunstwort „3B-Land“ auch die Umgebung einbezieht.

### Weinbau
Der Weinbau ist schon seit der ersten urkundlichen Nennung in Bönnigheim bekannt.
Die Strombergkellerei baut als Erzeugergenossenschaft die Weine der Orte Bönnigheim, Kirchheim am Neckar, Hohenhaslach und Erligheim aus.
Überregional bekannt als Weingut speziell für Spätburgunder und Lemberger von hoher Qualität ist das Weingut Dautel.

### Verkehr

#### Straßenverkehr
Bönnigheim und seine Ortsteile sind nicht direkt mit dem Fernstraßennetz verbunden. Die nächste Bundesstraße ist die B 27 in Kirchheim am Neckar (via K 1679) bzw. in Richtung Lauffen am Neckar (via L 2254). Die nächste Abfahrt der Autobahn ist die Anschlussstelle Mundelsheim an der A 81 Stuttgart – Heilbronn. Weiterhin gibt es Kreis-/Landesstraßen nach Botenheim, Meimsheim, Walheim (über den Ortsteil Hofen), Erligheim, Freudental, Treffentrill und Cleebronn.

#### Öffentliche Verkehrsmittel
Der Verkehrs- und Tarifverbund Stuttgart (VVS) und der Heilbronner Hohenloher Haller Nahverkehr (HNV) betreiben Buslinien, die Bönnigheim mit den umliegenden Städten und Dörfern verbinden. Bönnigheim selbst liegt im Bereich des VVS und wird von diesem mit den Linien 554 nach Untermberg (Bietigheim-Bissingen) über Bietigheim-Bissingen und 574(A) nach Besigheim bzw. Ottmarsheim bedient.
Der nächstgelegene Bahnhof bietet in Kirchheim am Neckar Anschluss an die Frankenbahn Richtung Heilbronn bzw. Stuttgart. Alternativ kann per Busverbindung der Bahnhof in Bietigheim-Bissingen erreicht werden, wo Anschluss an die S-Bahn Stuttgart und die Stadtbahn Karlsruhe (letztere auch über Heilbronn erreichbar) besteht. Die momentan stillgelegte Zabergäubahn verläuft auf einer Länge von rund einem Kilometer im Bereich des Ghäuwalds über Bönnigheimer Gemarkung.

### Industrie

#### Zwirnerei/Färberei

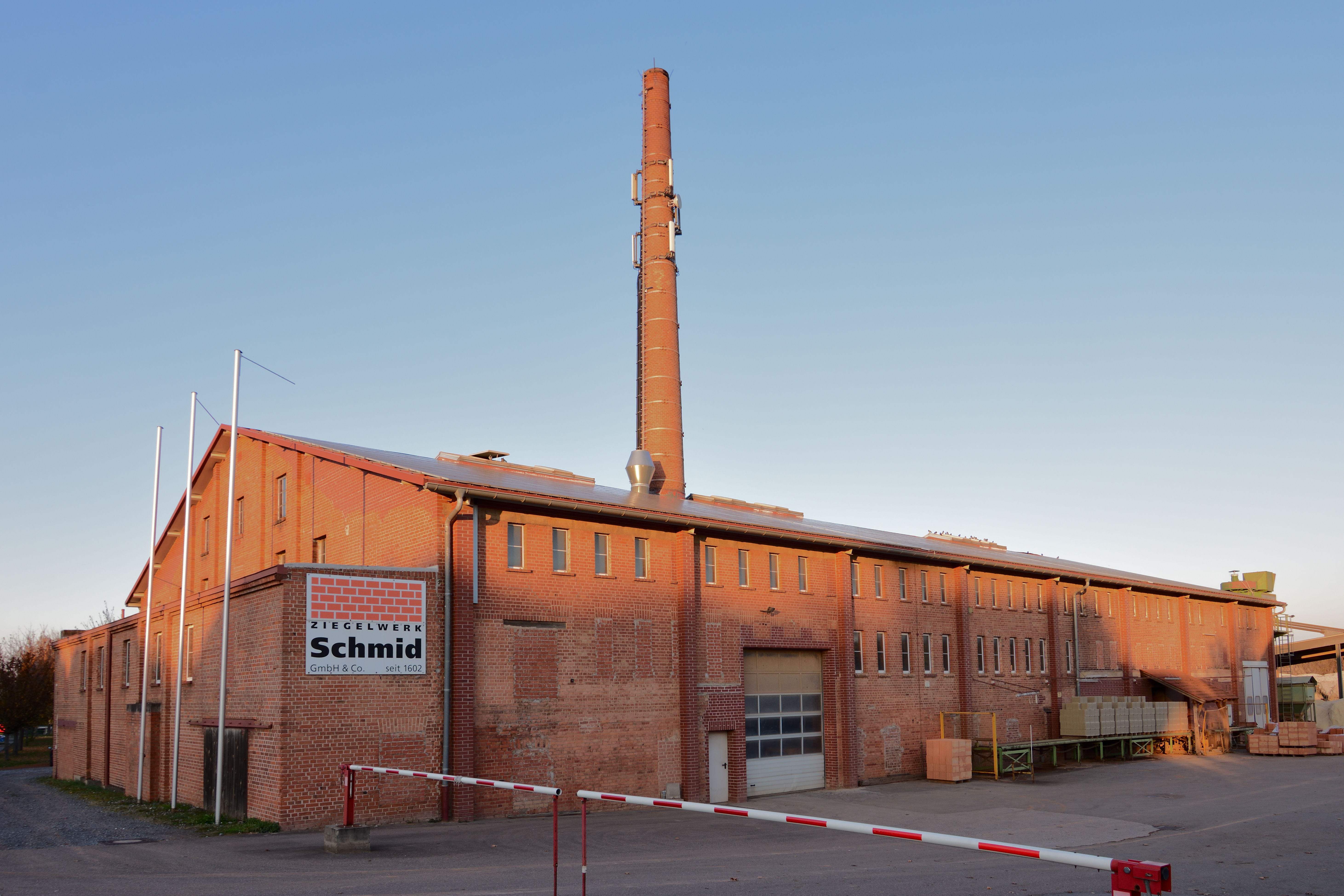
Ziegelwerk Schmied

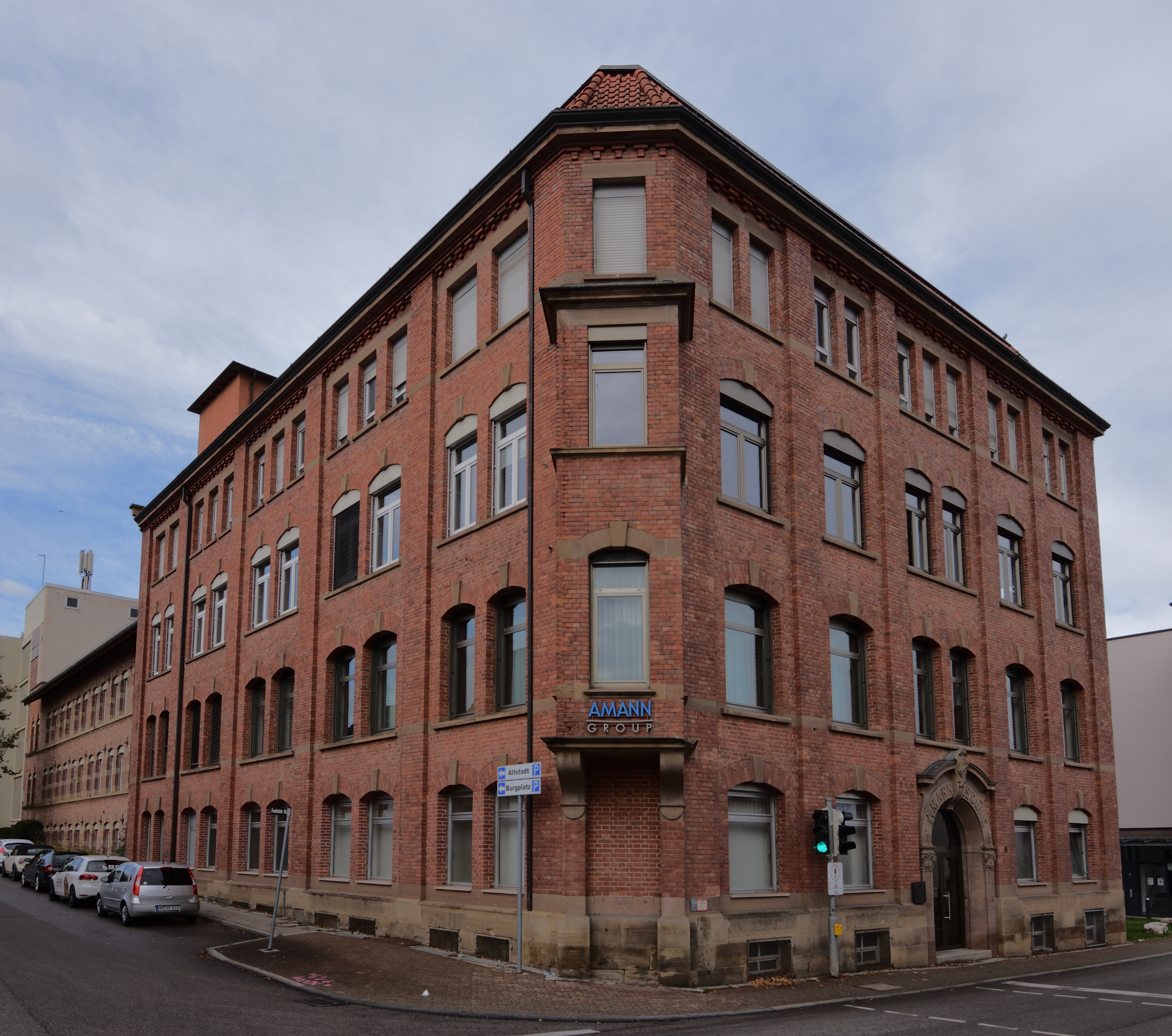
Hauptgebäude von Amann & Söhne

Das industrielle Zeitalter kam relativ spät nach Bönnigheim. Erst am 1. November 1854 gründeten Alois Amann (1824–1892) und Immanuel Böhringer (1822–1906) eine Firma, heute Amann & Söhne, für die Fabrikation von gezwirnter und gefärbter Seide in einem Gebäude, das früher ein Knabeninstitut war.
Am 1. Dezember 1854 waren neben einer Zwirnmaschine zwei Wind- und eine Putzmaschine in Betrieb. Die bescheidene Produktion der neuen Firma wurde mit etwas auswärts gekauften Zwirnen vorerst in der Färberei von Rau in Berg gefärbt und anschließend nach Bönnigheim gebracht, dort von zwölf Frauen überarbeitet und auf eine Haspel gehaspelt. Die Antriebskraft lieferten zwei Radtreiber, die ein großes Schwungrad beschwerlich drehten. Die Kraft dieser Männer erwies sich jedoch bis 1855 infolge der weiteren aufgestellten Maschinen als unzureichend und ihre menschliche Leistung wurde daher durch ein von zwei Eseln (später zwei Ochsen) getriebenes Göpelwerk ersetzt. Im Jahre 1855 wurde die Schwarzfärberei in eigener Regie betrieben; zusätzliche Maschinen verschiedener Arten wurden gekauft. 1856 kamen vier neue Zwirnmaschinen, sechs weitere Windmaschinen und weitere Spul- und Haspelmaschinen zum Einsatz. Alle Maschinen wurden durch eine Vier-Pferdestärke-Dampfmaschine angetrieben, die die Ochsen ersetzte. Im Jahr 1857 waren zwischen 90 und 100 Arbeiterinnen beschäftigt.
Nach dem Deutsch-Französischen Krieg (1870–1871) florierte und expandierte die Firma und eine größere Dampfmaschine wurde in Betrieb genommen. Im Jahre des 25-jährigen Jubiläums 1879 galt die Firma Amann und Böhringer als führendes Unternehmen unter den deutschen Nähseidenzwirnereien.
1880 wurde die bedeutende Konkurrenzfabrik Payr und Mayer in Augsburg und deren Tochtergesellschaft in Mossingen aufgekauft und das Führungspersonal nach Bönnigheim versetzt. 1880 zog sich Immanuel Böhringer ins Privatleben zurück und Alois Amann übernahm das Geschäft, bis er von seinen Söhnen, Emil Amann (1862–1935) und Alfred Amann (1863–1942), unterstützt wurde, worauf die Firma Amann & Söhne hieß. Emil Amann unternahm Versuche mit der Herstellung von synthetischen Fasern, kam aber schließlich zum Urteil, dass die Naturseide noch durch nichts Gleichwertiges zu ersetzen sei. Es folgte der Erwerb von zwei Fabriken in Oberitalien in Seriate und Telgate. Emil Amann bereiste Deutschland und die fernsten europäischen Staaten, um den Absatz der Fabriken zu erweitern, während sein Vater und sein Bruder sich auf die Leitung des Unternehmens konzentrierten.
Eine eigene Couleurfärberei wurde 1884 in Betrieb genommen, da die bisher auswärts eingefärbte Seide immer wieder zu Reklamationen Anlass gegeben hatte. Da kein Fluss durch Bönnigheim fließt, wurde im Werksgelände nach Wasser für den Färbeprozess gebohrt. Alfred Amann legte eine Lehre in Lyon, London und Krefeld ab, bevor er zur Firma zurückkehrte, um den Posten als Technischer Direktor zu bekleiden. Nach dem Tode von Alois Amann 1892 übernahmen die Söhne die Firma und blieben weiterhin in Geschäftspartnerschaft bis 1917, als Emil Amann aus dem Werk ausschied und als Privatier nach Wiesbaden übersiedelte.

### Medien
Aus Bönnigheim berichtet die Bönnigheimer Zeitung, eine Lokalausgabe der Südwest-Presse. Einmal wöchentlich erscheint mit einer Auflage von 7000 Exemplaren das Nachrichtenblättle. Es berichtet aus den Rathäusern von Bönnigheim, Kirchheim und Erligheim.

### Öffentliche Einrichtungen
Es gibt ein Alten- und Pflegeheim der kreiseigenen Kleeblatt Pflegeheime mit einer Begegnungsstätte.

### Bildung
Mit dem Alfred-Amann-Gymnasium, der Sophie La Roche-Realschule und der Ganerbenschule, einer Grundschule, sind alle Segmente des dreigliedrigen Schulsystems in Bönnigheim vertreten. Außerdem gibt es drei städtische, zwei evangelische und einen römisch-katholischen Kindergarten sowie eine städtische Musikschule.

### Ver- und Entsorgung
Das Stromnetz in der Stadt wird von der EnBW Regional AG betrieben. Die Stadtwerke Bönnigheim versorgen die Stadt mit Wasser und Gas sowie das Baugebiet Schloßfeld mit Fernwärme. Die Abfallentsorgung wird von der Abfallverwertungsgesellschaft des Landkreises Ludwigsburg mbH (AVL) übernommen, einer hundertprozentigen Tochtergesellschaft des Landkreises Ludwigsburg. Die AVL ist beauftragt, die Aufgaben zur Vermeidung, Verwertung und Beseitigung von Abfällen im Auftrag des Landkreises Ludwigsburg zu erfüllen.

## Persönlichkeiten

### Söhne und Töchter der Gemeinde
- Dionys Burckard († 1605), Weihbischof in Speyer
- Alfred Amann (1863–1942), Textilfabrikant und Ehrenbürger der Stadt
- Georg Beer (1527–1600), Baumeister der Renaissance
- Johann Jakob Erhardt (1823–1901), Missionar in Ostafrika und Indien
- Cosmann Friedrich Köstlin (1711–1790), evangelischer Pfarrer und Superintendent
- Wilhelm von Zipperlen (1829–1905), Tierarzt und Hochschulprofessor für Tierheilkunde in Hohenheim
- Albert von Melchior (1844–1913), württembergischer Fabrikant
- Wolfgang Stock (1874–1956), Mediziner und Hochschullehrer für Augenheilkunde in Tübingen
- Ludwig Christian Haeusser (1881–1927), Wanderprediger der 1920er Jahre und der bekannteste Vertreter der sogenannten Inflationsheiligen
- Erwin Baß (1895 bis nach 1978), Mediziner und Hochschullehrer
- Johann Michael Möller (* 1955), Journalist
- Bettina Hirschberg (* 1959), Lyrikerin, Komponistin, Sängerin und Pianistin
- Uli Kazmaier (* 1960), Professor für Organische Chemie
- Thomas Hammer (* 1969), Wirtschaftsjournalist und Sachbuchautor
- Felix Hepperle (* 1989), deutscher Leichtathlet

### Sonstige mit Bönnigheim verbundene Personen
- Christoph Ulrich Hahn (1805–1881), langjähriger Gemeindepfleger in Bönnigheim
- Friedrich Wilhelm Mader (1866–1945), Autor, verbrachte den Lebensabend in Bönnigheim
- Ernst Mayer (1893–1963), Pfarrer und Stadtchronist[28]
- Barbara Stratzmann (um 1448–1503), angeblich Mutter von 53 Kindern
- Gustav Werner (1809–1887), Pfarrer, gründete eine Arbeitsanstalt in Bönnigheim
- Marc Schnatterer (* 1985), deutscher Fußballspieler, begann in der Jugend des TSV Bönnigheim
- Charlotte Zander (1930–2014), Kunstsammlerin, ihre Sammlung Zander wurde bis 2020 im Schloss Bönnigheim gezeigt
- Elisabeth Zipperlen (1904–1997), Heimatforscherin, Heimatkundlerin und Archivarin